# Bahnbetriebswerk Rheine
Das Bahnbetriebswerk Rheine ist ein ehemaliges Bahnbetriebswerk (Bw) in Rheine (Nordrhein-Westfalen). Es kann auf eine lange Geschichte und somit auch die Stadt Rheine auf eine lange Eisenbahntradition seit dem 19. Jahrhundert in der Region zurückblicken.

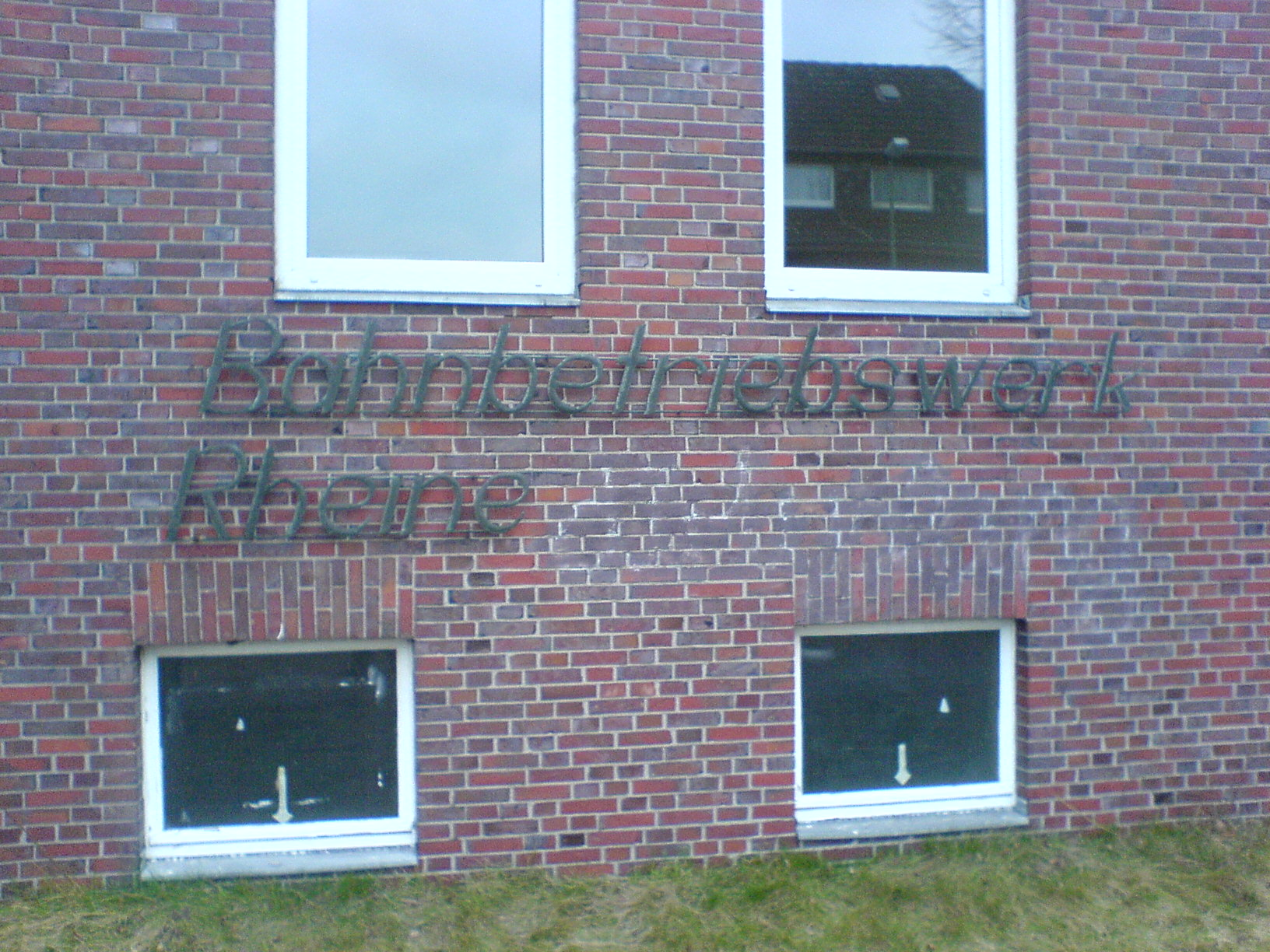
Bahnbetriebswerk Rheine

## Bedeutung
Das Bw teilt sich historisch in die Bereiche Bw Rheine Rangierbahnhof (Rbf) und Personenbahnhof (Pbf) auf. 1964 wurden beide zusammengelegt.
Geographisch im Nordwesten Nordrhein-Westfalens zu Niedersachsen angrenzend befindlich, wurden mehrere sich kreuzende Strecken in alle Himmelsrichtungen bedient. Dadurch hatte Rheine den Status eines Knotenbahnhofs.

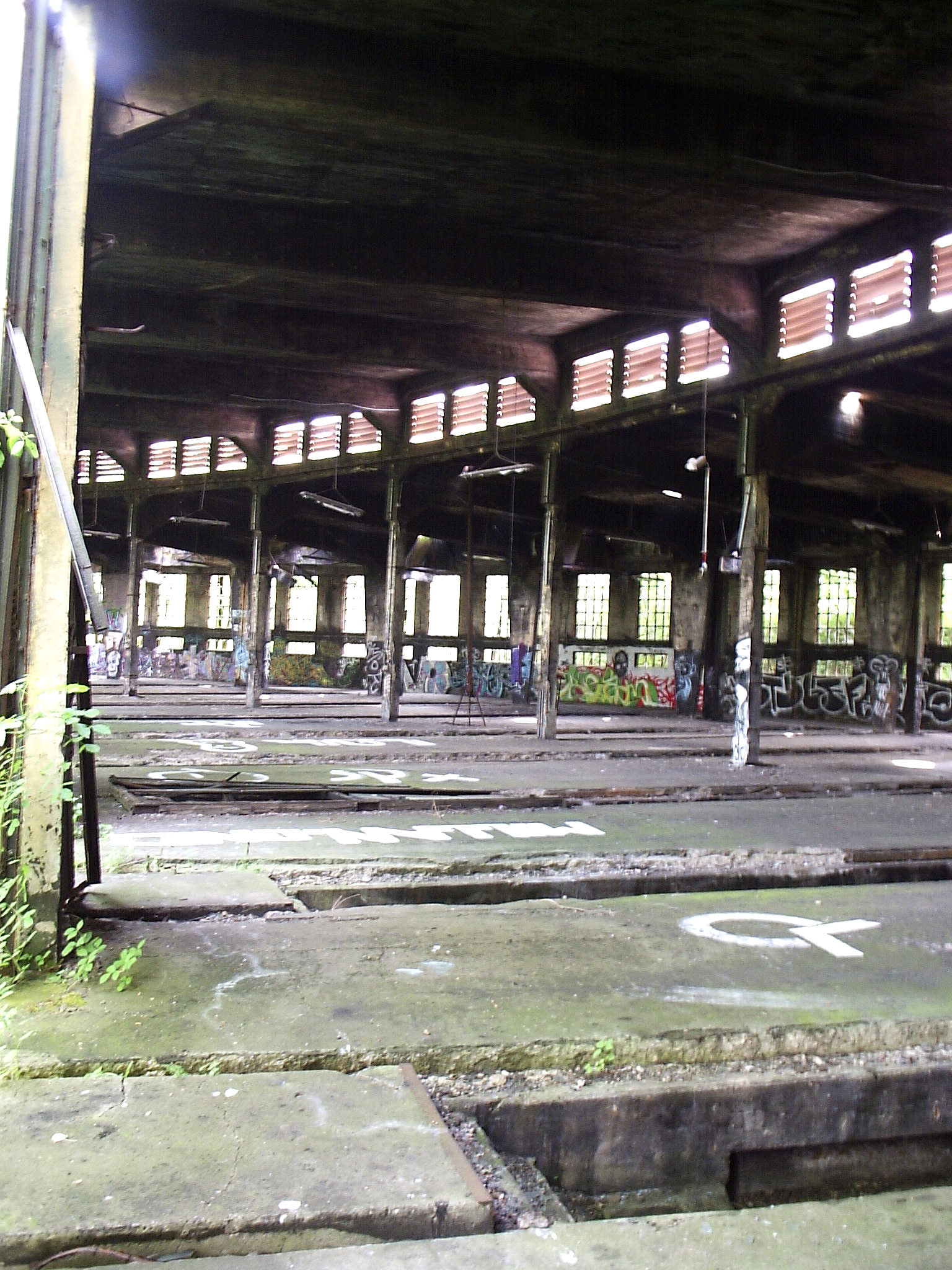
Ringlokschuppen des Bw Rheine, 2008

## Geschichte

### Vor und während des Zweiten Weltkrieges
Das Bw Rheine Pbf wurde mit dem Bau der Strecke Bahnstrecke Löhne–Rheine (Eröffnung am 23. Juni 1856) in Betrieb genommen, zunächst mit Reparaturschuppen, dann 1890 erweitert mit 16 m – 18 m Drehscheibe inklusive 7–8 ständigen Schuppen, Kohlenlager und Bühne, allesamt gelegen an der Lindenstraße in Rheine. Der zweite Rundschuppen wurde kurz vor dem Ersten Weltkrieg gebaut mit einer 20 m, später jedoch 23 m Drehscheibe. Vor dem Ersten Weltkrieg wurden nur Regionalzüge bespannt, nach dem Krieg zudem auch Schnellzüge auf der Tangente Holland–Hannover–Braunschweig.
Das Bw Rheine Rbf wurde zwischen 1911 und 1919 im Rheiner Stadtteil Hauenhorst gebaut und damit wurde das Bw Rheine Pbf ausschließlich für die Bespannung von Personenzügen zuständig. Bw Rheine Rbf stellte die Rangier- und Güterzuglokomotiven für den Bahnbetrieb bereit.
Um den Personenzugdienst zu gewährleisten, standen im Bw Rheine Pbf 1927 35 Lokomotiven zur Verfügung, von denen täglich 23 dienstbereit gehalten wurden (die Monatsleistungen beliefen sich auf 200.000 km). Es standen im Bw Rheine Pbf ein Kohlenbansen mit 2600 t Fassungsvermögen zur Verfügung (täglicher Bedarf damals 60 t), ebenso ein elektrischer Greiferkran für die täglichen Ladungsgeschäfte; eine Auswaschanlage für die Lokomotiven war ebenfalls vorhanden.
Der Bahnhof wurde 1927 hochgelegt und das Bw umgestaltet und umstrukturiert: Der alte Lokschuppen wurde zu einer Kraftwagenhalle mit Vorheizanlage umgebaut. Der neue Schuppen wurde vergrößert und eine Anlage mit Sumpf, Hoch- und Greiferbekohlung von 1923 bis 1925 neu erstellt. Sämtliche Anlagen des Personen-Bw wurden im Zweiten Weltkrieg fast vollständig zerstört.
Angaben aus dem Jahr 1927 besagen, dass im Bw Rheine Rbf von 58 Lokomotiven täglich 36 fahrbereit gehalten wurden, die Monatsleistungen beliefen sich auf 157.000 km. Nach Engpässen der Wasserversorgung zwischen 1923 und 1925 ließ die damalige Reichsbahndirektion eine eigene Verbindungsleitung nach Rheine Rbf mit Wasserspeisung aus der Ems bauen mit einer Leistung von bis zu 1000 Kubikmeter pro Tag. Diese Leitung wurde später nach Rheine Pbf verlängert. Das Bw Rheine Rbf erlitt im Zweiten Weltkrieg nur Schäden an der Pumpstation und leichtere Kriegsschäden. Der maschinentechnische Dienst musste 1945 allein vom Rbf-Teil übernommen werden. Während des Zweiten Weltkrieges wurde wegen schwerer Schäden vom Bw Rheine Pbf in den holländischen Schuppen in Salzbergen ausgewichen (dieser befand sich in der heutigen Gabelung der Bahnstrecke Almelo–Salzbergen und der Bahnstrecke Rheine–Norddeich Mole).
Das Maschinenamt Rheine wurde 1919 eingerichtet, dem die Bahnbetriebswerke unterstanden, es wurde aber wegen Kriegsschäden nach Beesten ausgelagert.
Nach Kriegsende mussten auf den Rheiner Bahnhöfen Trümmer von 1000 Güterwagen, 100 Personenwagen und 50 Lokomotiven beseitigt werden, bevor nach Beseitigung aller Schäden und Ausbesserungsarbeiten an Gleisen und Anlagen im Jahr 1956 der Normalbetrieb wieder aufgenommen werden konnte.

### Nach dem Zweiten Weltkrieg
Wegen Überlastung des Bw Rheine Pbf musste das Bw Rheine Rbf von 1949 bis 1952 den Betrieb für Personenzüge mit übernehmen, 1951 wurde der Triebwagenschuppen (Vt-Schuppen) wiederaufgebaut. 1977 wurden in diesem Schuppen noch 15 Kleinlokomotiven und 17 ETA (Elektrotriebwagen mit Akkumulatoren) unterhalten. Das Bw Rheine Pbf verfügte über eigene Anlagen zur Unterhaltung von Kleinlokomotiven und Dieselloks, zudem gab es dort unter anderem eine Güterzugwerkstatt und ein Fernheizwerk.
Das Maschinenamt Rheine wurde 1954 aufgelöst, daraufhin wurde das Bw Rheine Rbf dem Maschinenamt Münster unterstellt, später jedoch Osnabrück.
1964 wurde das Bw Rheine Pbf dem Rbf-Teil angegliedert, damit gab es offiziell nur noch ein Betriebswerk am Standort Rheine.
Am 1. Juli 1967 wurde die Öltankanlage im Bw Rheine fertiggestellt, die aus einem Beobachtungsturm und einer Pumpe bestand, die Öl aus einem Tankwagen direkt in die Öltender förderte.
Nachdem im März und April 1967 schon die kohlegefeuerten 01 1093 und 01 1098 vom Bw Kassel sowie alle im Bw Osnabrück Hbf beheimateten, kohlegefeuerten Maschinen im Bw Rheine zusammengezogen wurden, folgten in den Jahren 1968/69 aufgrund der Aufnahme des elektrischen Betriebs auf der Rollbahn Münster–Osnabrück–Bremen–Hamburg noch elf Lokomotiven der Baureihe 01.10 (012 nach neuem DB-Nummernschema ab 1968) mit Ölfeuerung, sowie acht Maschinen der Baureihe 043 sowie sämtliche Baureihe-042-Maschinen der Bw Kirchweyhe und Bw Osnabrück Hbf. Abzustellende Maschinen der Baureihen 023 und 011/012 wurden im Zuge dessen ab April 1970 mit 011 056-9 und 011 062-7 aus Kassel, sowie ab 1972 durch weitere 012 aus dem Bw Hamburg-Altona ersetzt.

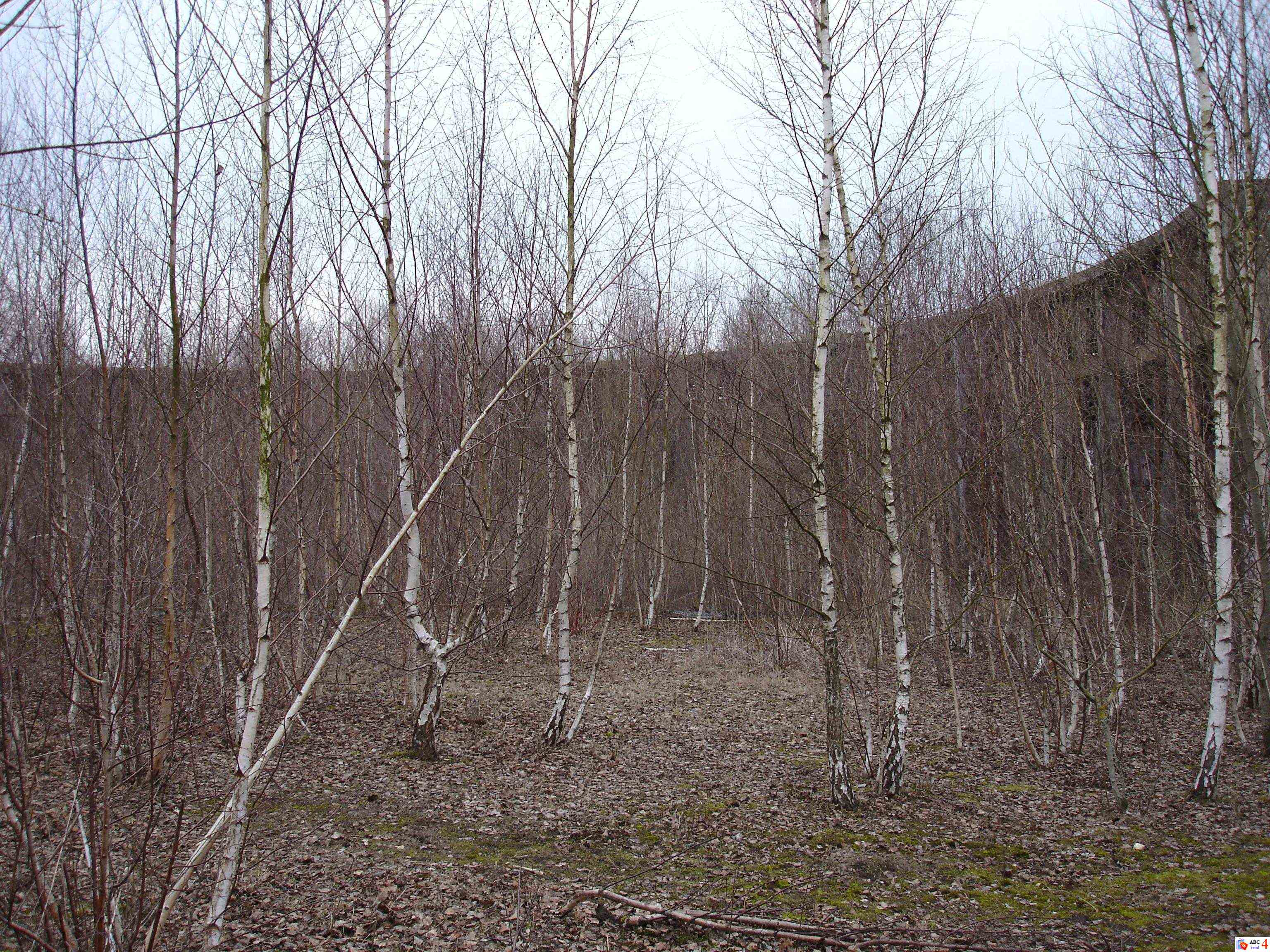
Ehemaliger Rundschuppen, 2010

Anfang 1973 gab es nur noch ölgefeuerte Dampfloks im Bw Rheine. Die Ölkrise zwang die Bahndirektion Münster die Umläufe der 01.10-Lokomotiven einzusparen und mit drei Maschinen der Baureihe 216 und zwei Maschinen der Baureihe 050 zu ersetzen. Für die Baureihe 043 wurden kohlegefeuerte 044 als Ersatz herangezogen („die Kohleinvasion im Bw“), die Baureihe 042 stand während dieser Zeit jedoch nicht still. Dieser Zustand hielt bis zum 7. Januar 1974 an.
Zur Außerdienststellung der Dampflokomotiven 1977 standen im Bw Rheine noch 16 Dampflokomotiven (vier der Baureihe 042, zwölf der Baureihe 043) zur Verfügung, sowie sechs Diesellokomotiven der Baureihe 260. Die Personalmenge wurde mit 621 Angestellten, Beamten und Arbeitern angegeben, davon 300 Triebfahrzeugführer.
Nach dem Ausscheiden der Dampfloks werden im Bw Rheine noch zahlreiche Loks „kalt“ abgestellt, die entweder verkauft oder verschrottet werden sollten. Anstelle der Dampfloks übernehmen nun Dieselloks der Baureihe 216 und Baureihe 220/Baureihe 221 den Dienst auf der Bahnstrecke Rheine–Norddeich Mole und den angrenzenden nichtelektrifizierten Strecken (vorher schon Dieselbetrieb: Rheine–Burgsteinfurt–Lutum, Ochtrup–Rheine–Quakenbrück und Rheine–Ochtrup).
Ab 1980 wurde der elektrische Betrieb auf der Bahnstrecke Rheine–Norddeich Mole aufgenommen, seit 1983 sind Gleise und Drehscheibe entfernt. Mit dem 1. Juli 1983 wurde auch die Selbstständigkeit des Bahnbetriebswerks aufgehoben. Damit wurde unter die Geschichte des Bw Rheine als eigenständige Betriebsstelle der Schlussstrich gezogen.

#### Der Abschied von der Dampflok 1977
Am 10. und 11. September 1977 wurde in Rheine der Dampflokabschied mit einem großen, von der Deutschen Bundesbahn initiierten, Fest gefeiert. Dieses Fest wurde durch eine Leistungsschau der Eisenbahn, sowie zahlreichen Sonderfahrten, Möglichkeit zur Werksbesichtigung des Bahnbetriebswerks und vielem mehr begleitet. Kuriosum waren Versteigerungen, bei denen Souvenirs von Eisenbahngegenständen ersteigert werden konnten.
Viele Eisenbahnfreunde aus dem In- und Ausland nutzten die Möglichkeit zur Mitfahrt in den Sonderzügen und die angebotenen Möglichkeiten zur Fotografie der Fahrzeuge, Unterwegshalte, entlang der Strecke und des Bahnbetriebsgeländes ausgiebig.
Erst Ende Oktober fuhren bei der Bundesbahn zum letzten Mal Dampflokomotiven. Danach waren alle Dampffahrten auf Gleisen der Deutschen Bundesbahn bis 1985 zur 150-Jahr-Feier des deutschen Eisenbahnverkehrs durch das sogenannte „Dampflokverbot“ von zentraler Stelle untersagt.
Die letzte betriebsfähige Rheiner Dampflok (bis Oktober 1977) war die Lok 043 196-5, die heute am Bahnhof Salzbergen als Denkmalslok abgestellt ist. Als letzte Dampflok der DB fuhr die 043 903 am 26. Oktober 1977 mit einem Hilfszuggerätewagen ins Bahnbetriebswerk Emden ein und beendete mit dem letztmaligen Schließen der Ölverbrenneranlagenventile den Dampflokeinsatz bei der DB.

## Anlagenumfang

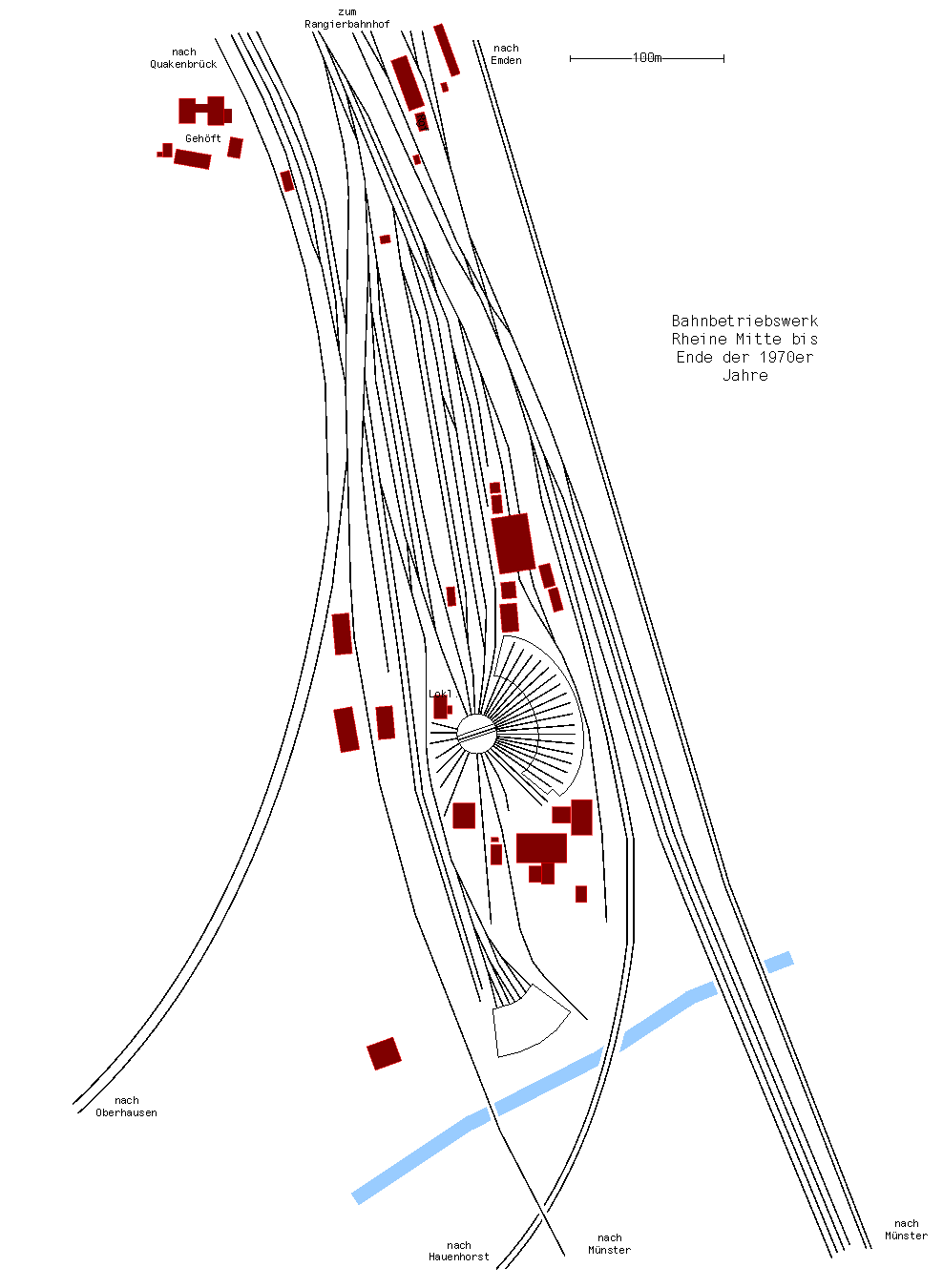
Gleis- und Lageplan des Bw in den 1970er Jahren

Aus der Luft betrachtet war der Anlagenumfang des Bw Rheine sehr langgezogen, von Nord nach Süd zogen sich langgestreckte Gleisanlagen samt Einfahrgruppe, Rangiergruppe und Ausfahrgruppe eingerahmt von den beiden Bw-Bereichen Pbf und Rbf über eine Gesamtlänge von circa 3,9 km durch das Stadtbild.
An der breitesten Stelle sind die heute abgetragenen Gleisanlagen des ehemaligen Rangierbahnhofes circa 150 m breit. Zu den Anlagen des Rangierbahnhofes Rheine gehörte auch ein Portalkran, der jedoch seit den 1990er Jahren am Rheiner Industriegebiet Nord steht, mitsamt dem Containerterminal.
Dies liegt an der Strecke Richtung Quakenbrück, von der nur noch der Abschnitt bis zum Bahnhof Spelle im Güterverkehr bedient wird.

## Die Anlagen heute
Mittlerweile sind alle Anlagen verfallen, das Gelände des Rangierbahnhofes ist eine einzige sich mittlerweile natürlich begrünende Schotter- und Sandfläche, alle Anlagen des Bw Rheine wurden bis auf die Gebäude abgebaut, die immer weiter verfallen. Die Stadt und auch die Deutsche Bundesbahn, beziehungsweise ihr Rechtsnachfolger Deutsche Bahn AG haben keine Maßnahmen zur Erhaltung der Anlagen in Angriff genommen.
Zudem ist das Betreten des Geländes wegen freiliegender Kanalschächte und unabgesperrter Wasserbunker und Arbeitsgruben, den einsturzgefährdeten Gebäuden und deren Anbauten lebensgefährlich.
Im Herbst 2008 ist mit Rodungsarbeiten und dem Abbruch der Gebäude begonnen worden, das Gelände soll zu einem Gewerbegebiet "Rheine R" umgebaut werden. Ende 2020 wurden der Ringlokschuppen und weitere Gebäude abgerissen.

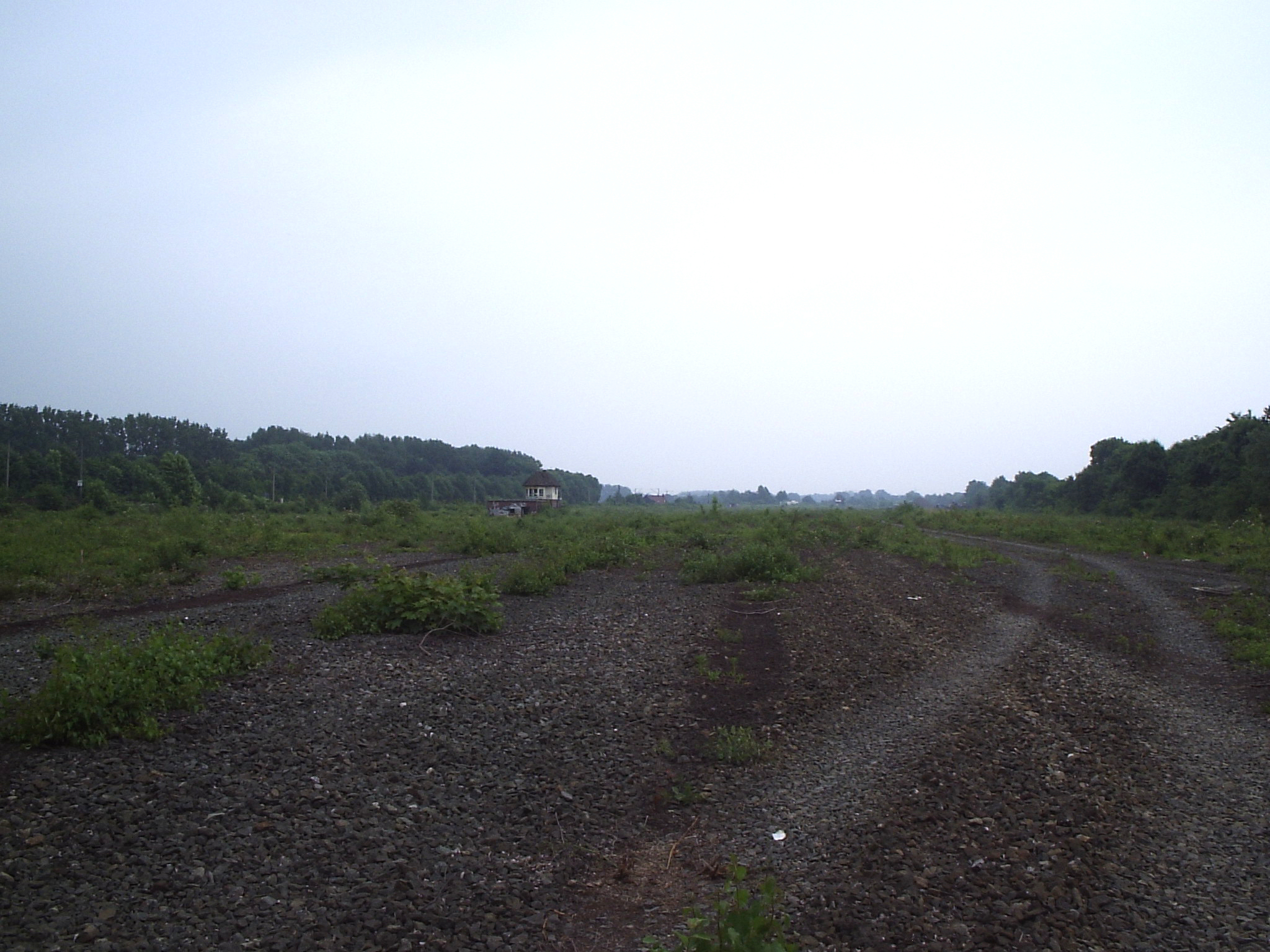
Gelände des Rangierbahnhofs Rheine, 2008
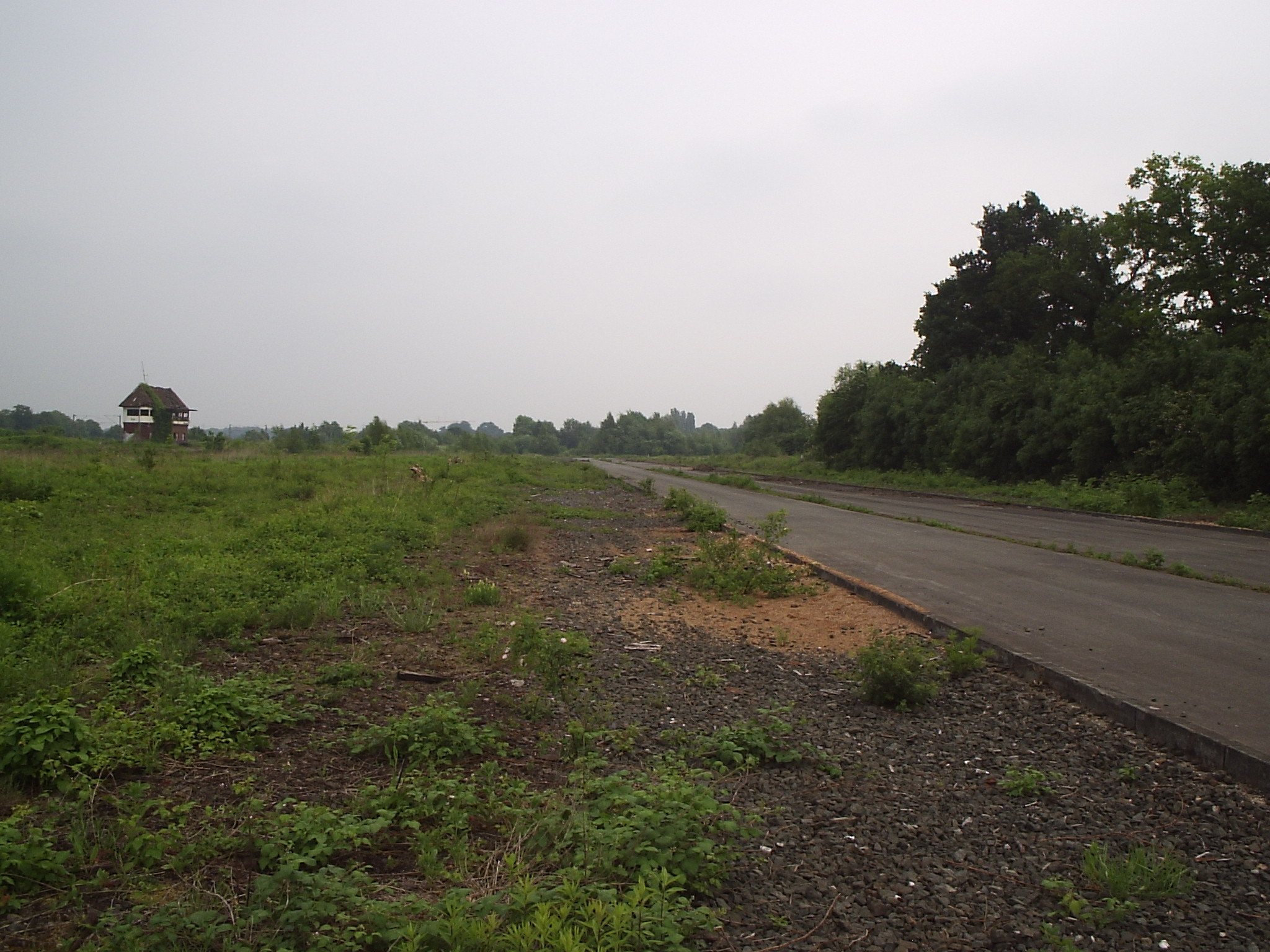
Gelände des Rangierbahnhofs Rheine, 2008
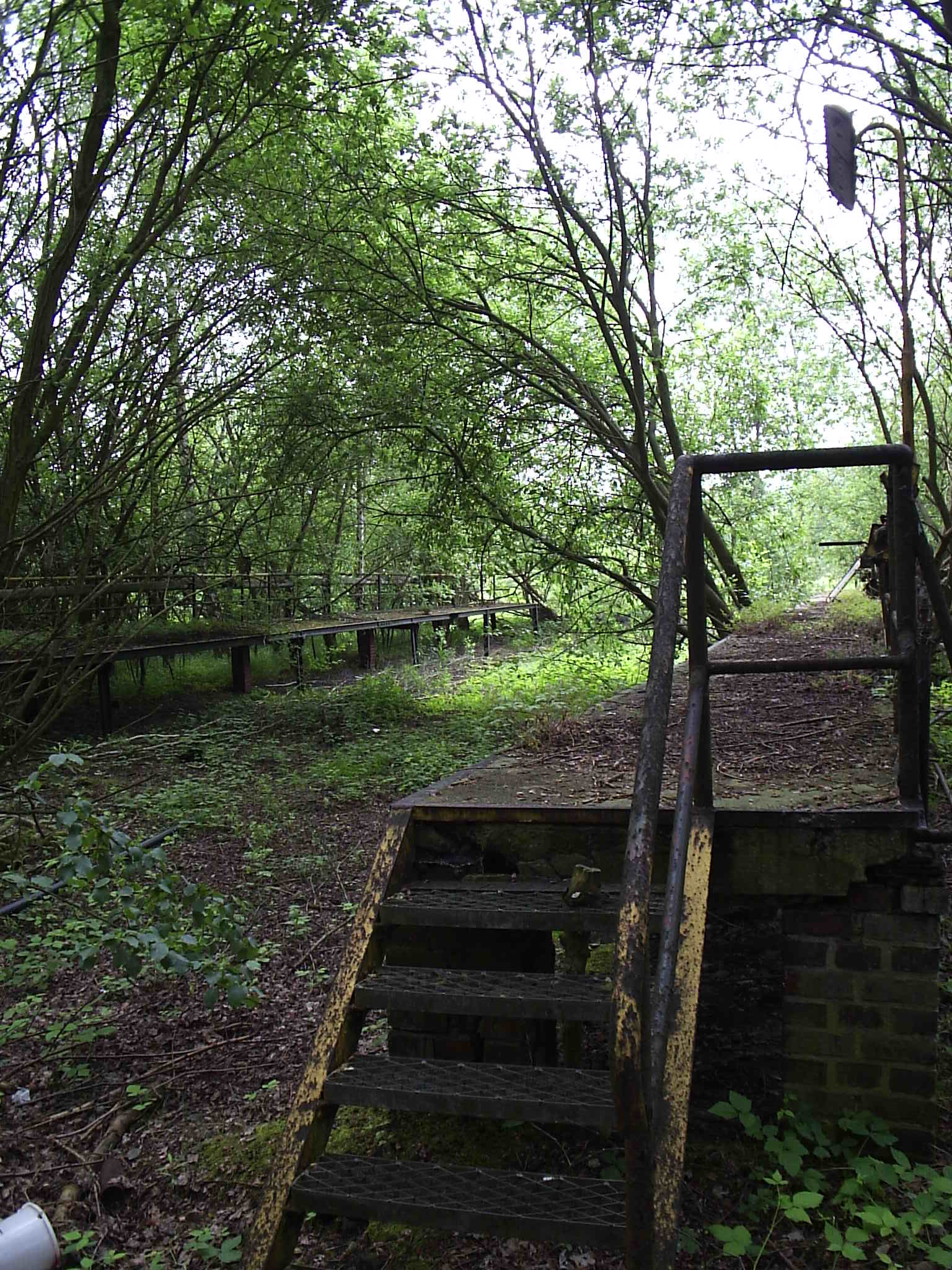
Reste der Wagenwäsche des Bw Rheine, 2008
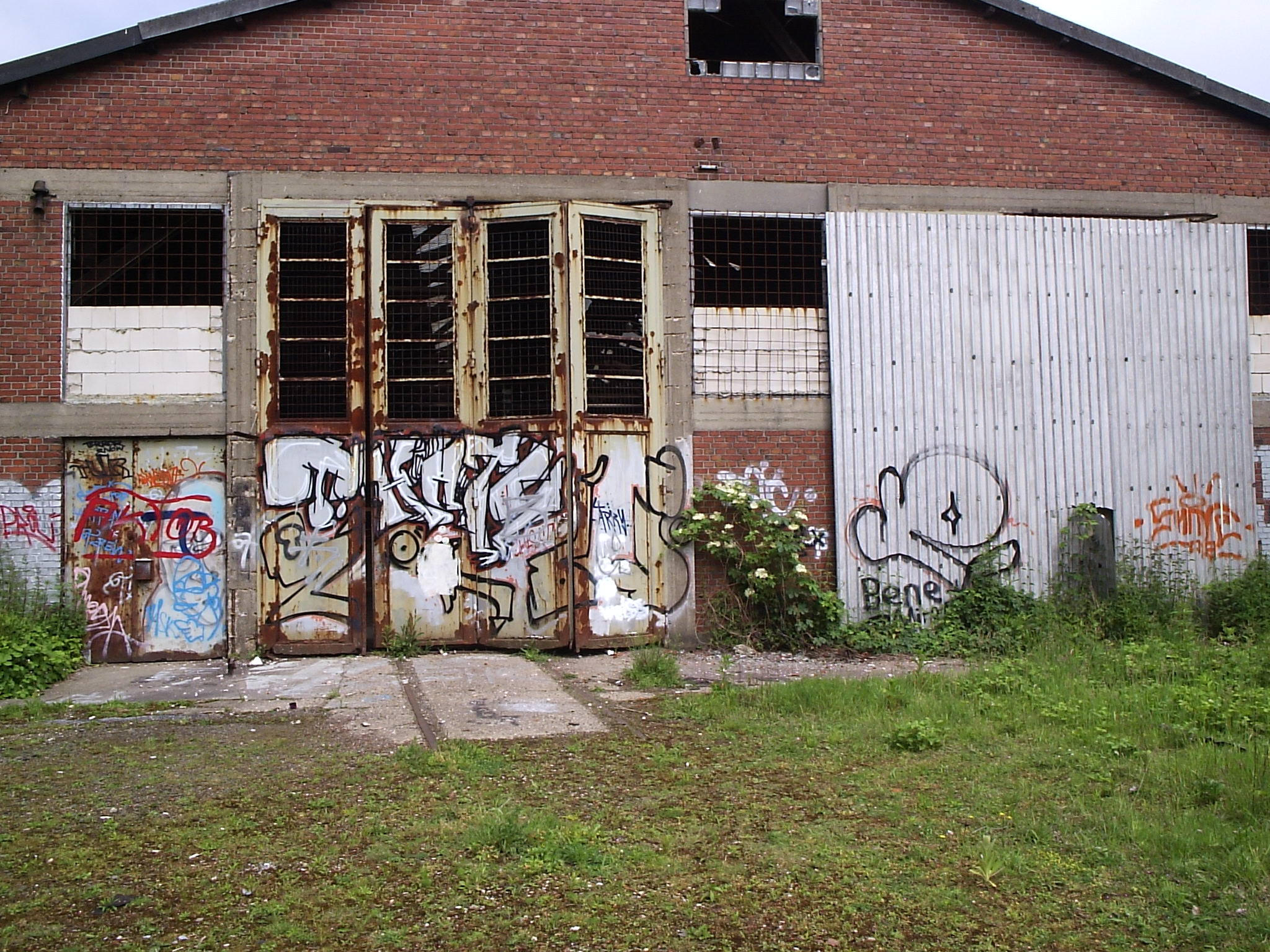
Wagenwerkstatt des Bw, 2008
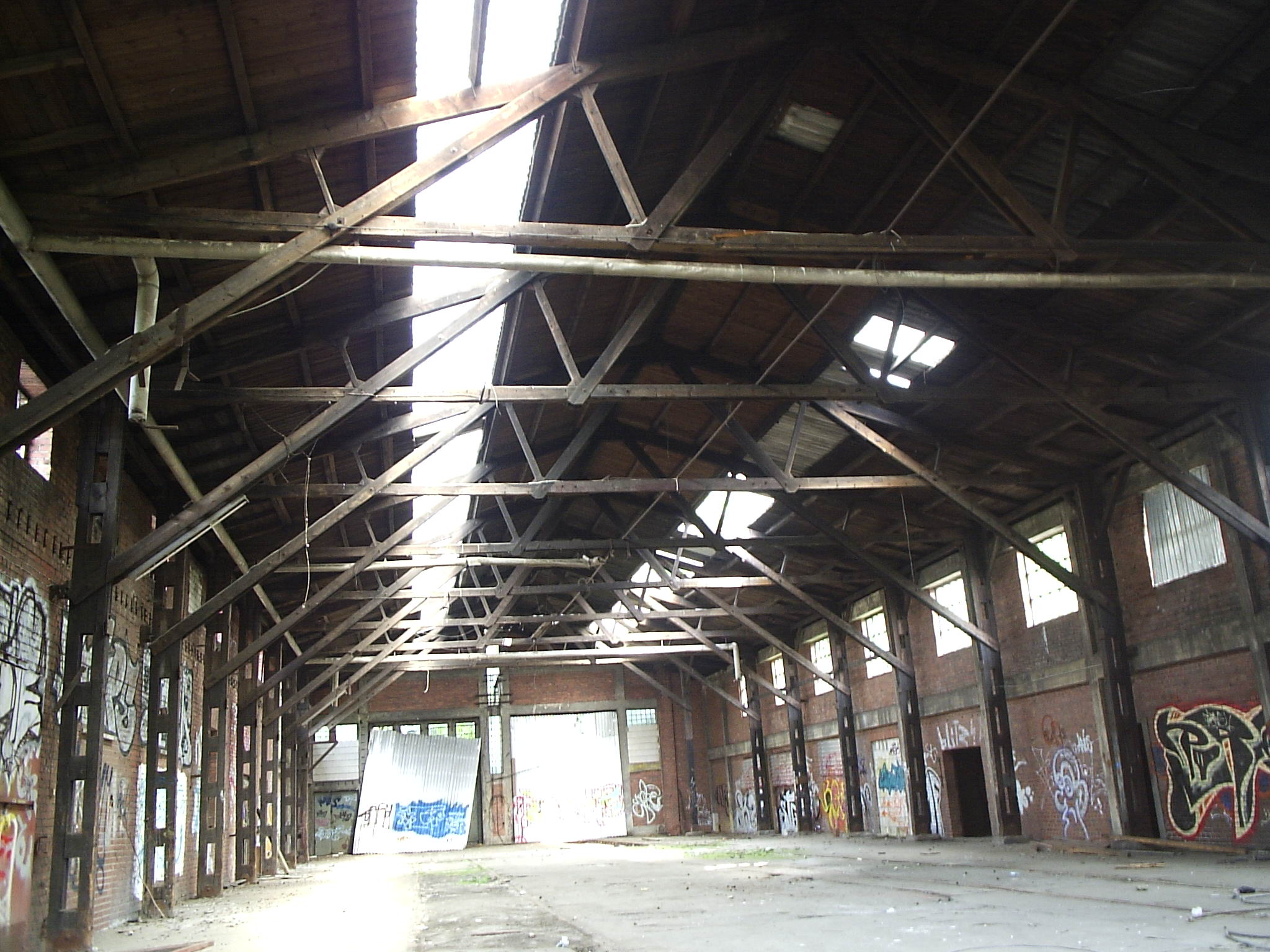
Wagenwerkstatt innen, 2008
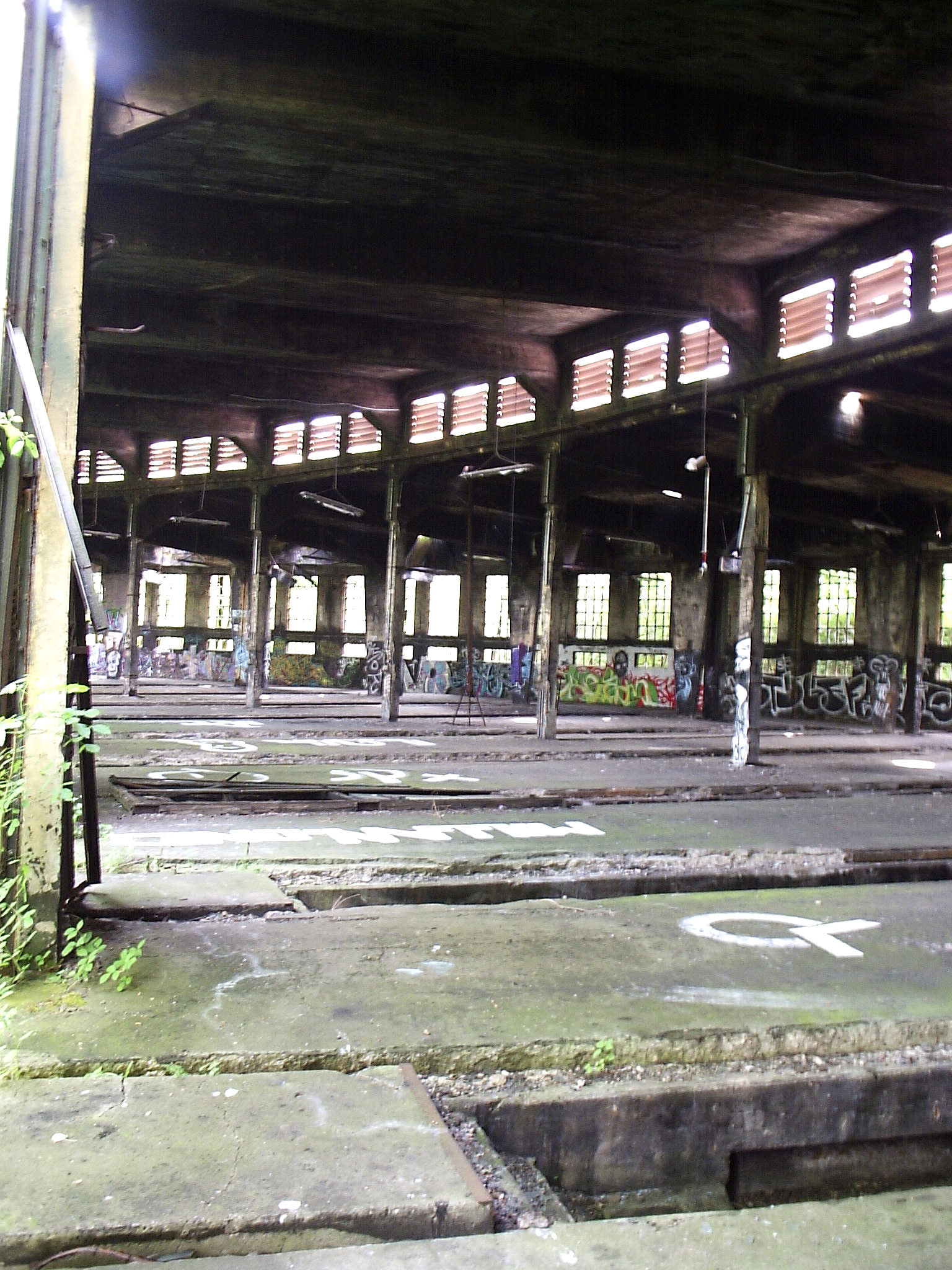
Ringlokschuppen des Bw Rheine, 2008
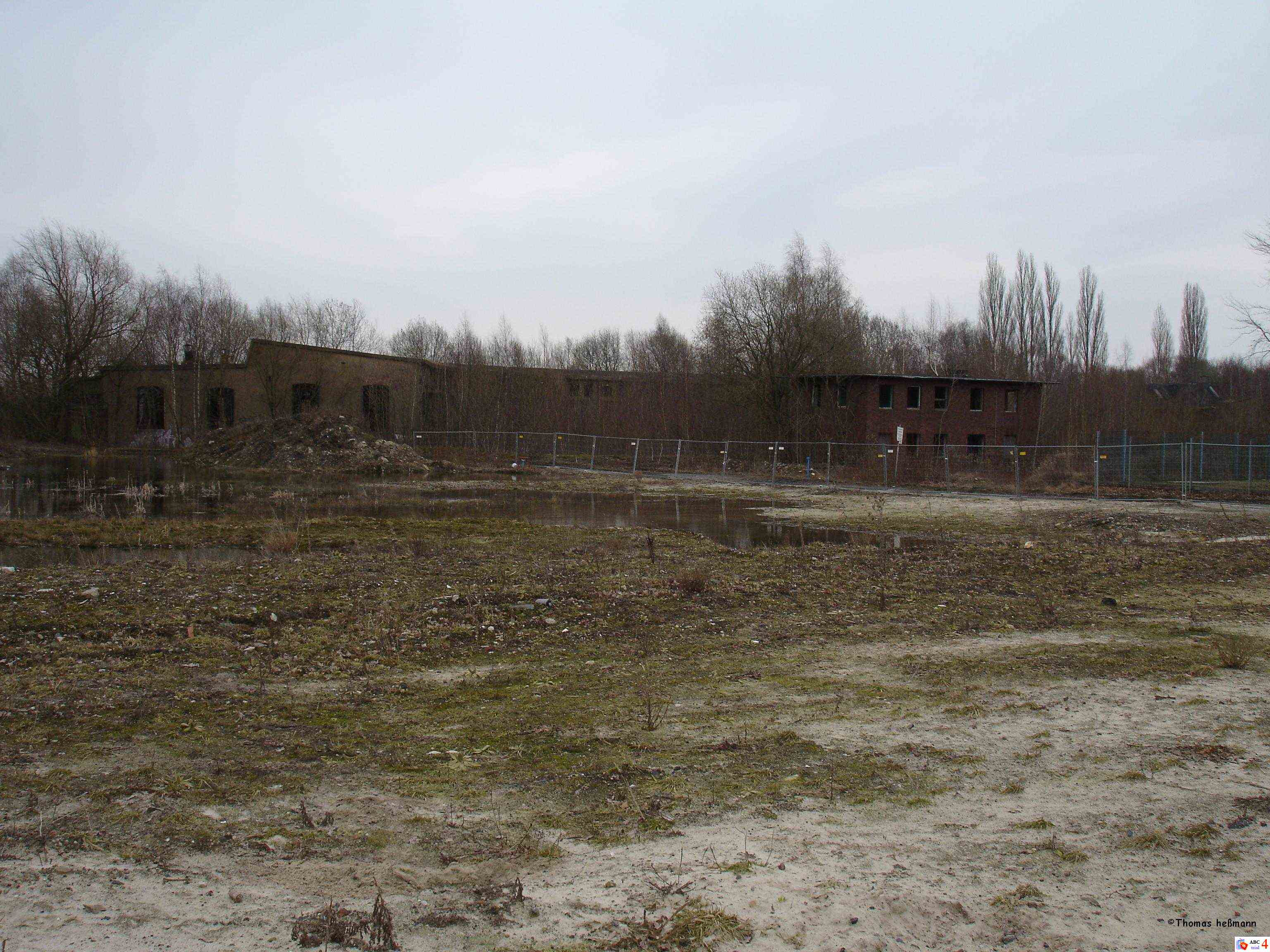
Ehemaliger Rundschuppen, 2010
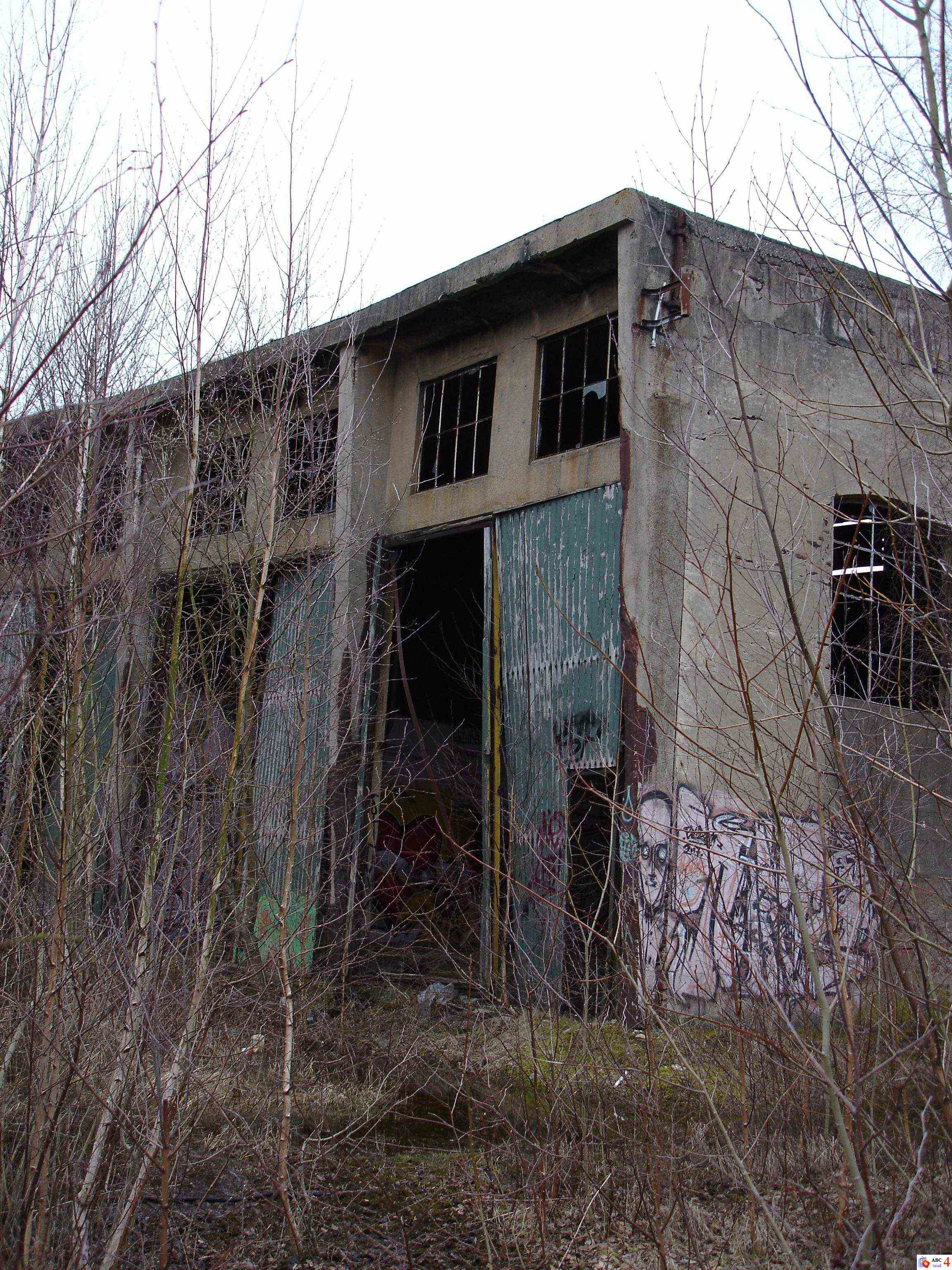
Tore des Rundschuppens, 2010
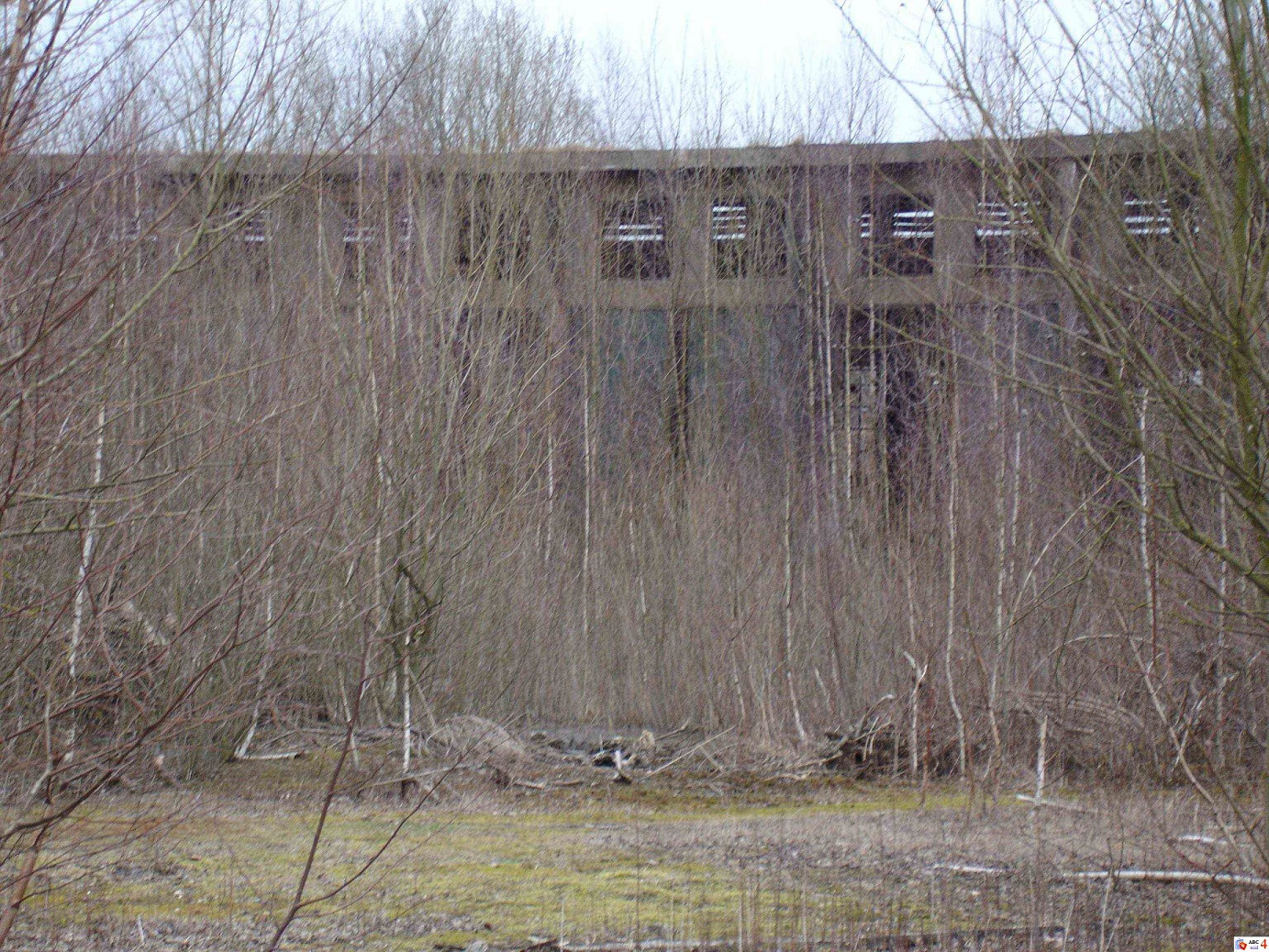
Der Rundschuppen, 2010
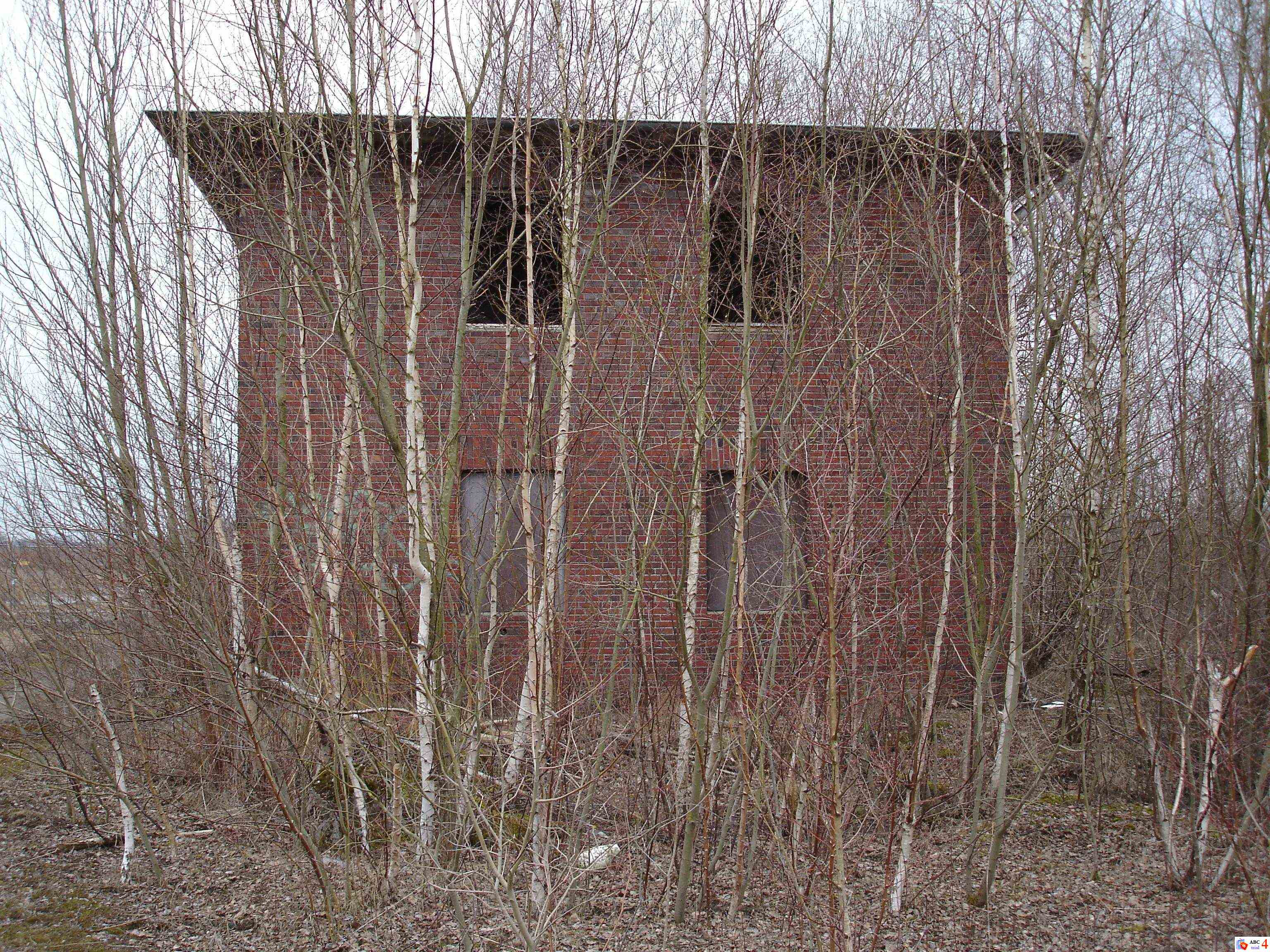
Lokleitung, 2010
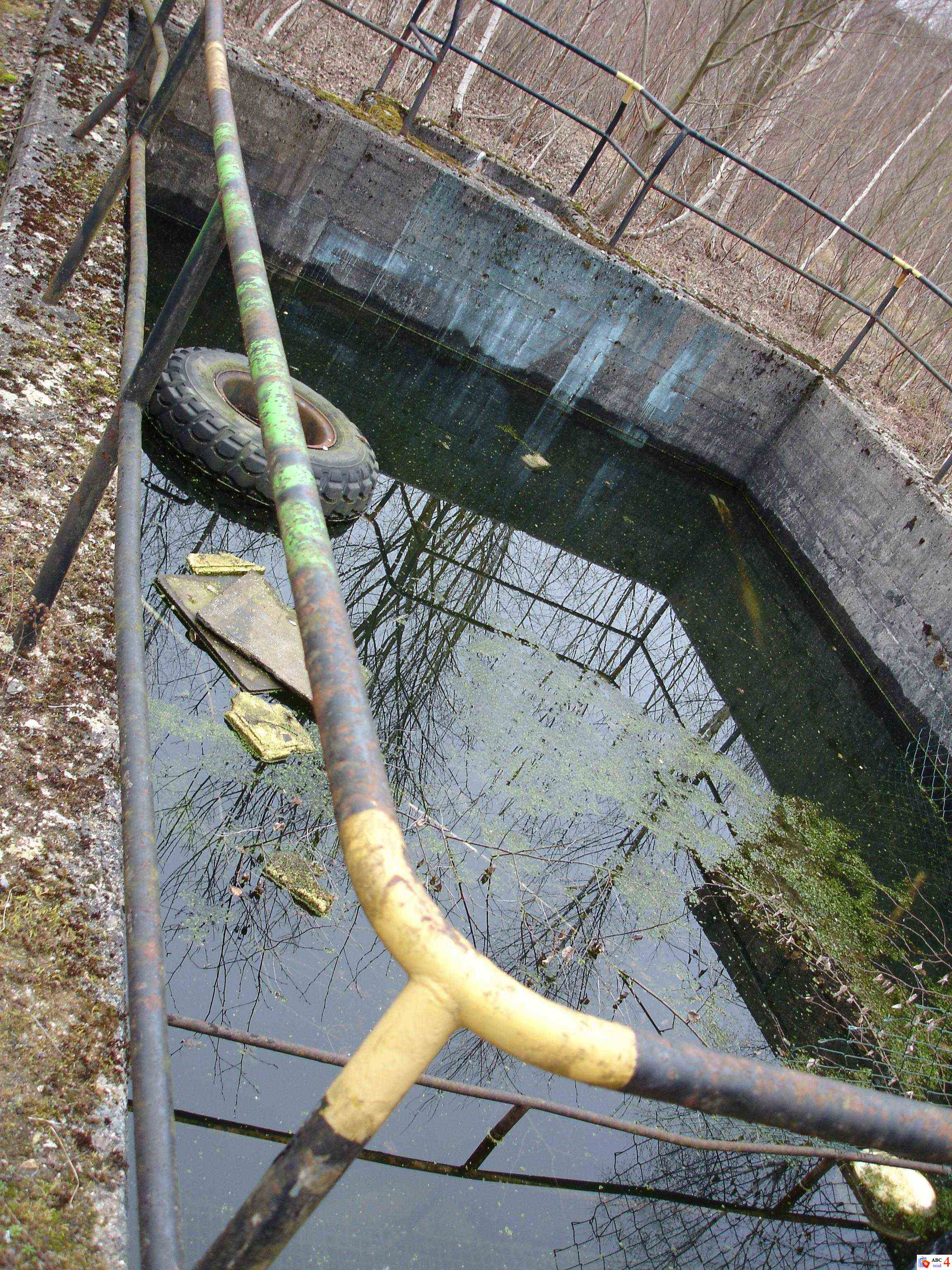
Wasserreservoir, 2010

Es gab eine Verbindungskurve ab Emsbrücke vor Einfädelung der Strecke von Richtung Osnabrück zum Rangierbahnhof, die unter der Bundesstraße 481 und der Bahnstrecke nach Münster kurz vor der Einfädelung in den Rangierbahnhof geführt wurde. Wie alle anderen Anlagen wurde auch diese Verbindungskurve zurückgebaut. Die Streckenführung erlaubte es, Güterzüge aus dem Ruhrgebiet aus Richtung Münster kommend ohne Umsetzen der Zuglok beziehungsweise erforderliches Wenden im Personenbahnhof in Richtung Osnabrück–Hannover und umgekehrt zu fahren. Auch wurden, im Falle einer Sperrung der Strecke Wanne-Eickel–Hamburg im Abschnitt Münster–Osnabrück, Fernzüge über die Verbindungskurve geführt. Die genannte Verbindungskurve wurde sehr spät nach dem Abtragen der Gleise aus dem Rangierbahnhof abgebaut, daher sind bei der DB Buchfahrpläne bis in die 1990er Jahre hinein existent, die diese Verbindungskurve aufführen.

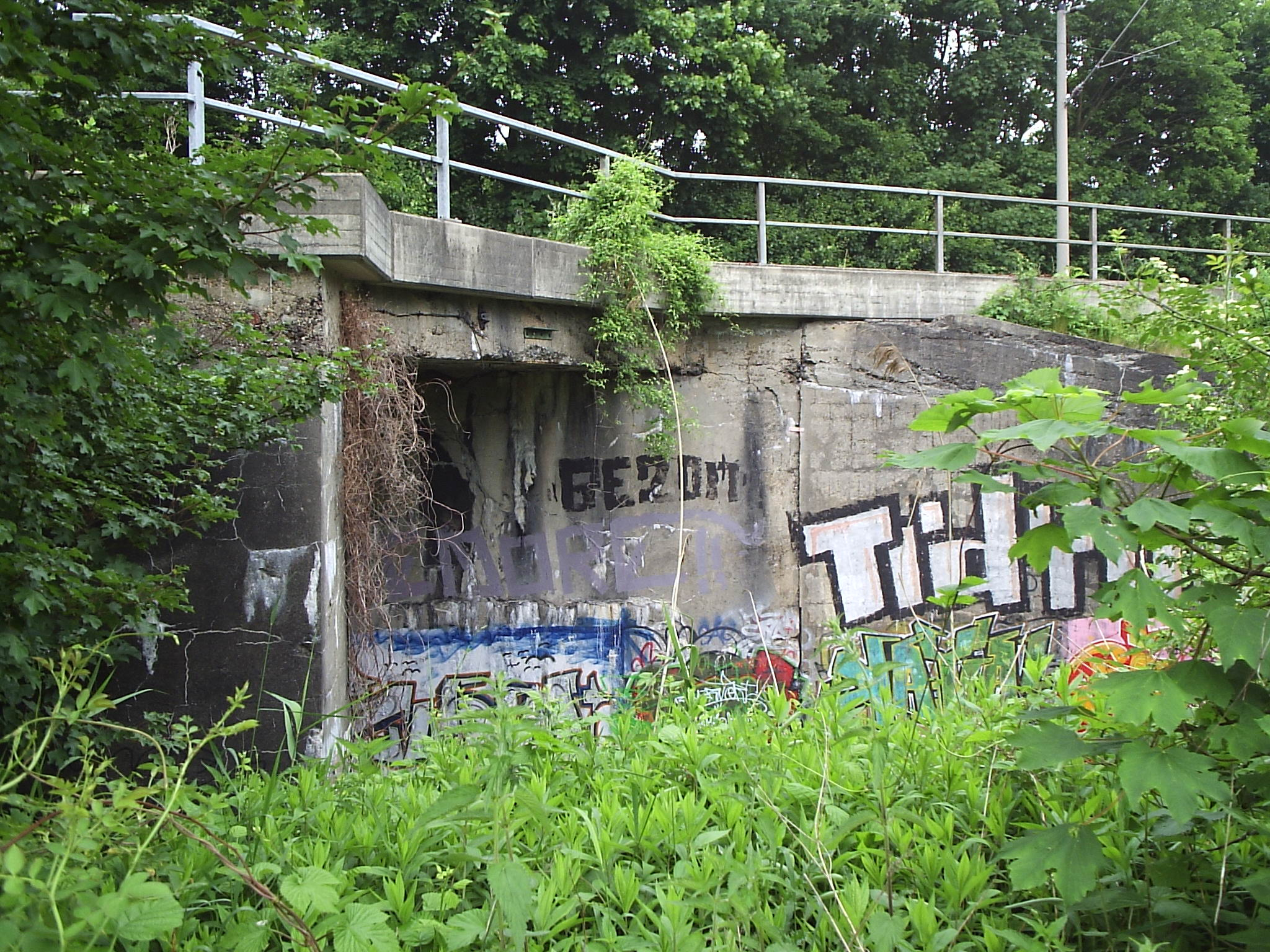
Unterfuehrung der Abzw Emsbruecke
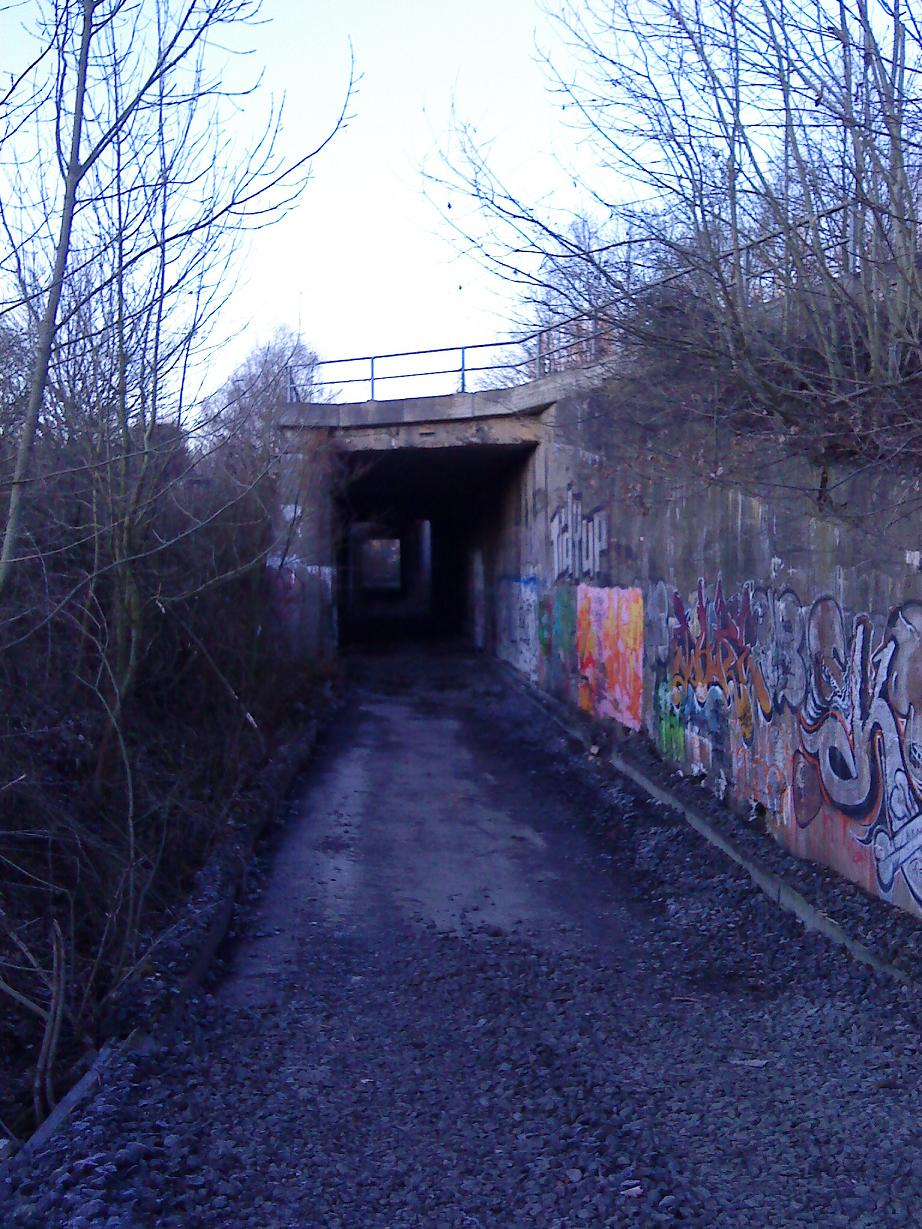
Tunnel vor der Abzw Emsbruecke

Ein weiterer möglicher Nebeneffekt war, dass Güterzüge aus Richtung Ruhrgebiet direkt auf die Strecke Osnabrück–Hannover geführt werden konnten. Als zusätzlicher Bypass aus Nord-Süd-Richtung der Verbindungskurve, vermutlich um die Rangier- und Ausfahrgruppe umfahren zu können, waren zusätzliche Verbindungsgleise vorhanden. Auch bei der Bahnstrecke von Rheine Richtung Coesfeld war eine Umfahrung des Rangierbahnhofs, wie im Gleisplan zu sehen, vorgesehen und gebaut worden.

## Bediente Strecken und Einflussbereich
Das Bw Rheine bediente die Streckenabschnitte in die Richtung Emden–Norddeich Mole (Bahnstrecke Rheine–Norddeich Mole), Richtung Münster, Richtung Almelo (NL), Richtung Osnabrück(–Hannover), Richtung Coesfeld und Quakenbrück und Richtung Ochtrup. Die angrenzenden Bahnbetriebswerke waren Emden, Münster, Osnabrück und Oldenburg (Oldb) (für Bereich ab Quakenbrück).
Durch die Zusammenlegungen von Bundesbahndirektionsbereichen wurden die Verantwortlichkeiten zwischen diesen über die Jahre verschoben, so war bis Mitte der 1970er Jahre die Baureihe 216 von Oldenburg aus auch im Emsland im Einsatz. Ein weiteres Beispiel für diesen Umstand war nach der Auflösung des Bw Rheine als eigenständiges Bw der Anschluss an das Bw Osnabrück und damit verbunden die ausschließliche Unterhaltung von verbliebenen Triebwagen und Kleinlokomotiven (V60, Köf).

## Beheimatete Fahrzeuge und Einsätze
Im Folgenden sind die im Bw Rheine eingesetzten Triebfahrzeuge genannt. Die Bilder zeigen einige in Rheine beheimatete Fahrzeuge im Bw und auf der Strecke.

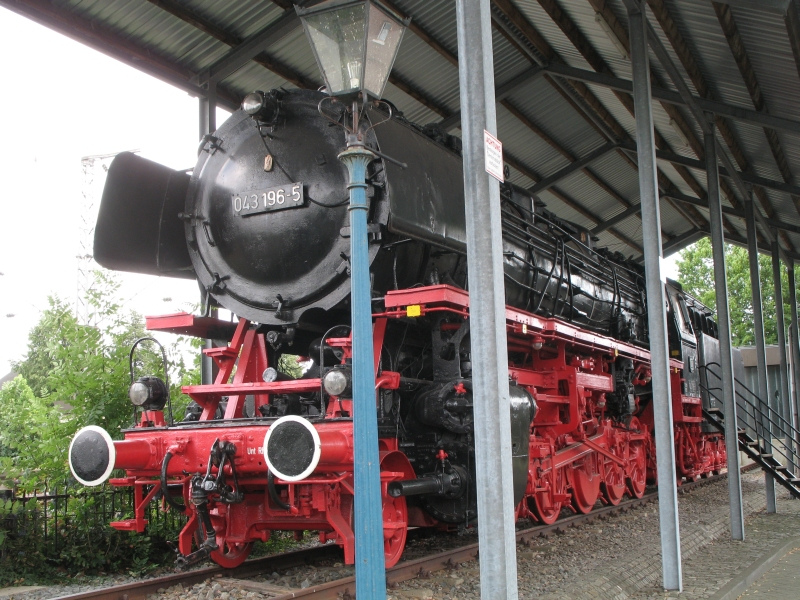
DB-Baureihe 043 als Denkmallok
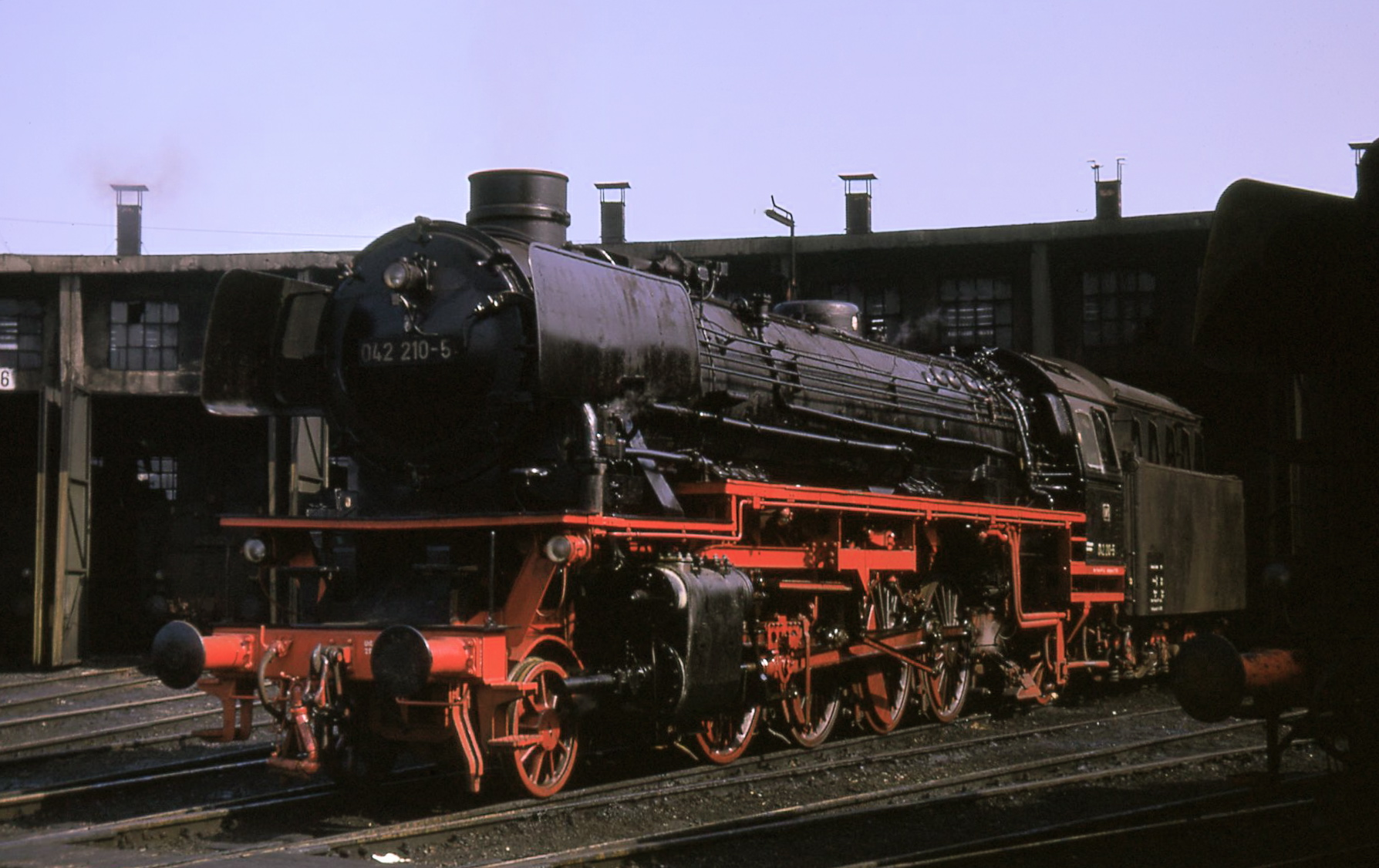
DB-Baureihe 41 (042) vor dem Rundschuppen
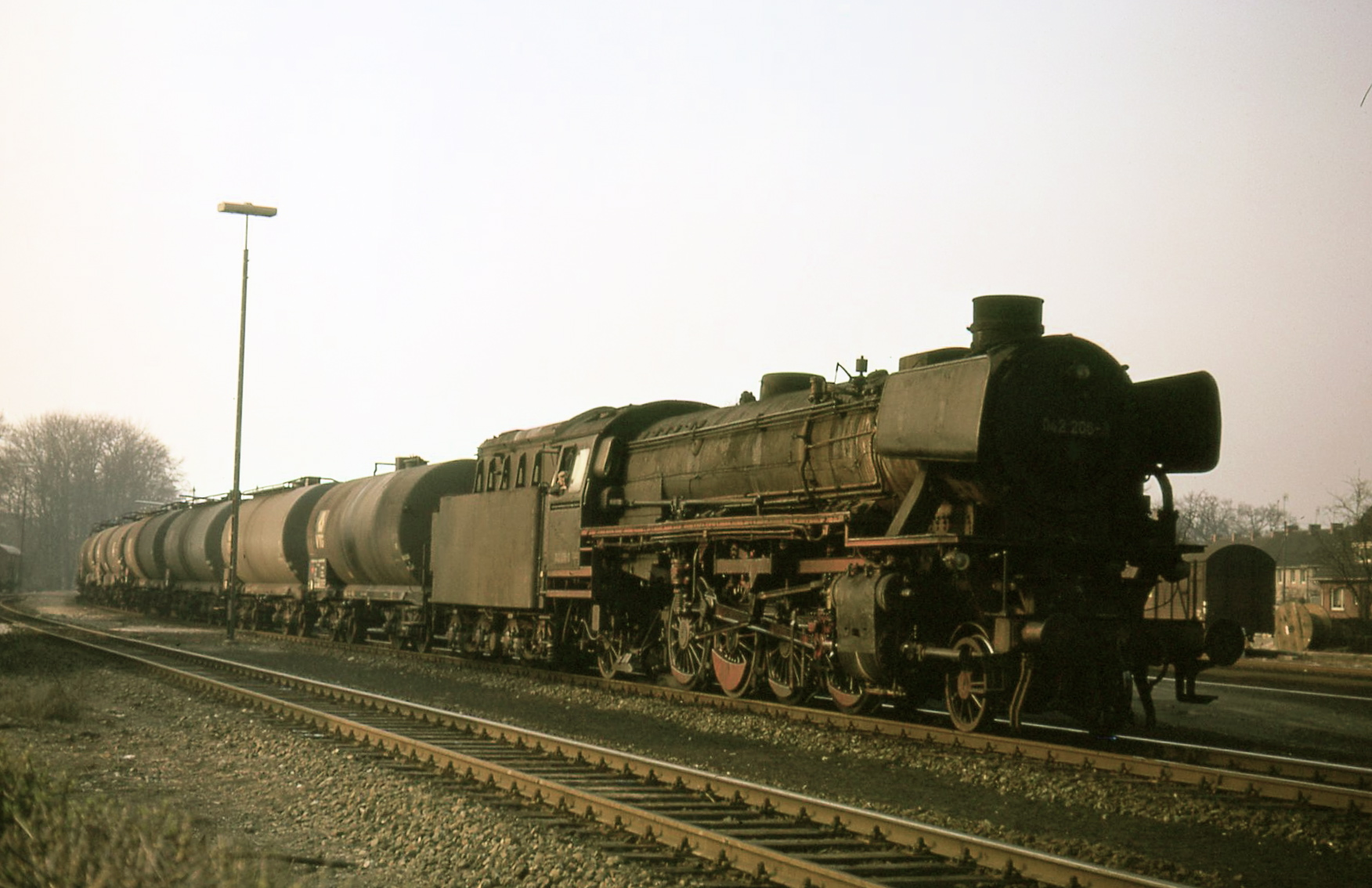
DB-Baureihe 41 (042) vor Kesselwagenzug
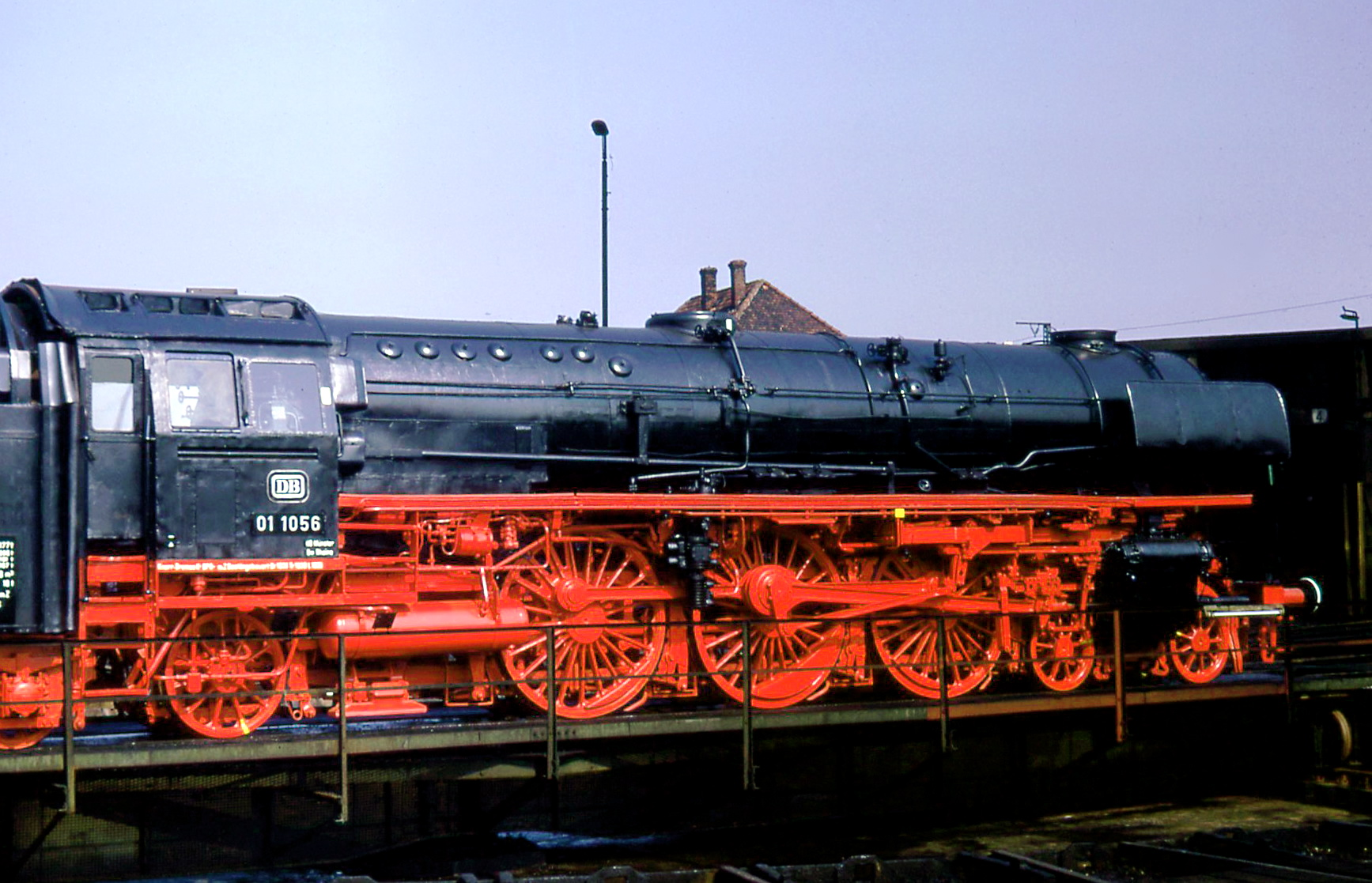
DB-Baureihe 01.10 (011) auf der Drehscheibe
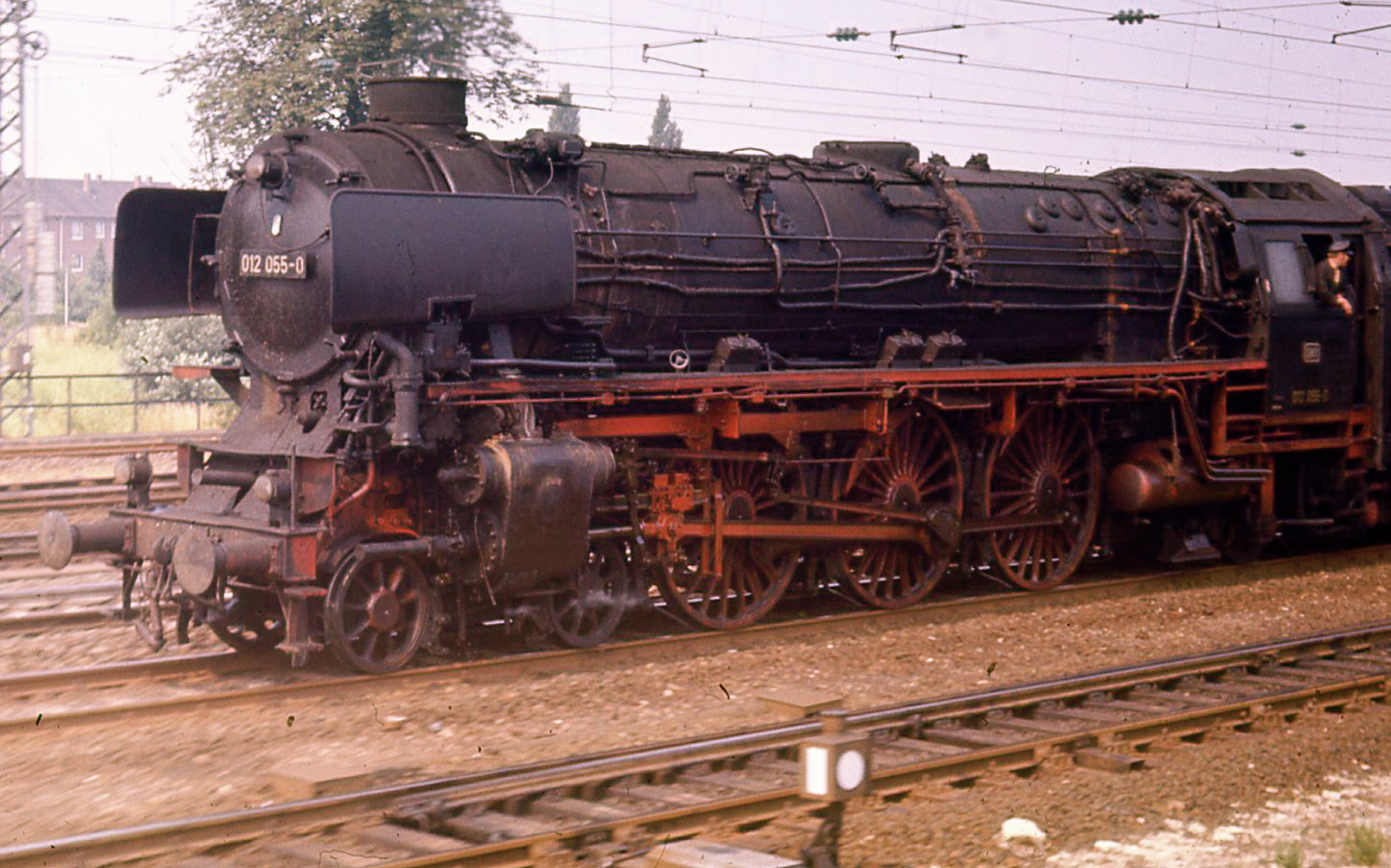
DB-Baureihe 01.10 (012) am Personenbahnhof
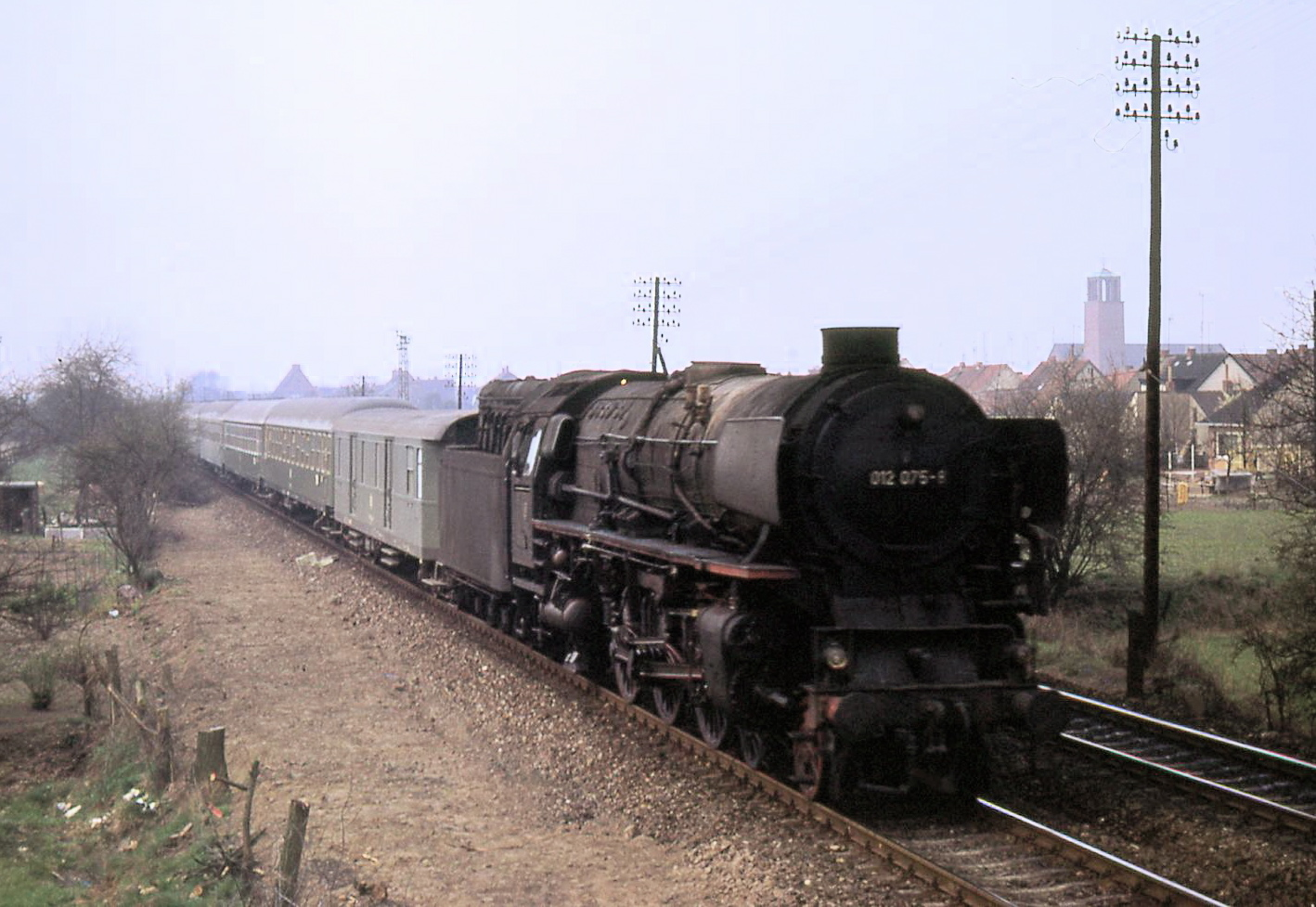
DB-Baureihe 01.10 (012) bei Rheine
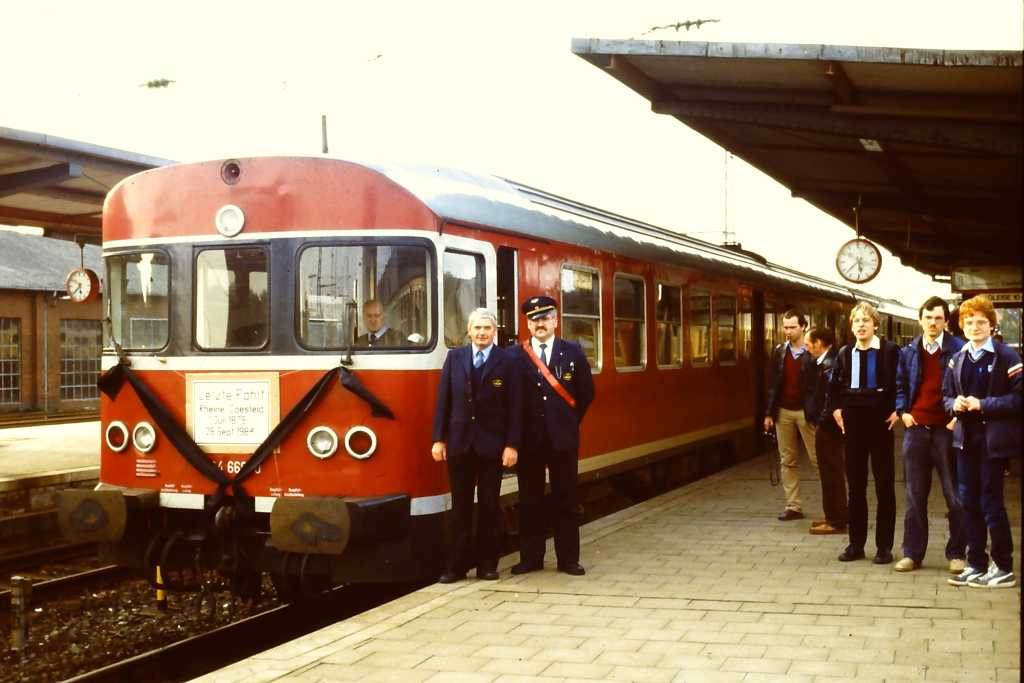
DB-Baureihe 624 auf Abschiedsfahrt

### Güterzuglokomotiven (Dampf)
| preußische Bezeichnung | neue Bezeichnung DB*    | ab Jahr  | bis Jahr |
| ---------------------- | ----------------------- | -------- | -------- |
| T14.1                  | 93.5 (093)              | 1919 (?) | 1967     |
| T16.1                  | 94.5 (094)              | 1919 (?) | 1962     |
| T16.1                  | 94.5 (094)              | 1968     | 1969     |
| G7.2                   | 55.7                    | 1919     |          |
| G9.1                   | 55.23                   | 1919     |          |
| -                      | 50 (050, 051, 052, 053) | 1945     | 1964     |
| -                      | 52                      | 1945     |          |
| -                      | 41 Kohle (041)          | 1949     | 1969     |
| -                      | 44 Kohle (044)          | 1958     | 1974     |
| -                      | 41 Öl (042)             | 1968     | 1977     |
| -                      | 44 Öl (043)             | 1968     | 1977     |

- *Computernummernschema in Klammern

### Personenzuglokomotiven (Dampf)
| Preußische Bezeichnung | Neue Bezeichnung DB*   | ab Jahr | bis Jahr |
| ---------------------- | ---------------------- | ------- | -------- |
| S10.2                  | 17.2                   | 1919    | 1948     |
| P8                     | 38.10 (038)            | 1919    | 1960     |
| -                      | 03 (003)               | 1935    |          |
| -                      | 01 (001)               | 1962    |          |
| -                      | 01.10 (011/012)        | 1967    |          |
| -                      | 23 (023, DB-Neubaulok) | n.n     |          |

- *Computernummernschema in Klammern

Diverse preußische Tenderlokomotiven wurden zusätzlich zum Rangierdienst im Personenbahnhof genutzt.

### Diesellokomotiven
Vor und nach dem Ende der Dampfbespannung auf der Bahnstrecke Rheine–Norddeich Mole und den an Rheine angebundenen Nebenstrecken gab es Beheimatungen von Diesellokomotiven im Bw Rheine, welche am Personen- und Güterbahnhof bereitgehalten wurden.
| Alte Bezeichnung DB | Neue Bezeichnung DB* | Ab Jahr |
| ------------------- | -------------------- | ------- |
| V 20                | 270                  | -       |
| V 60                | 260, 261, 360        | 1960    |
| V 200.0             | 220                  | 1977    |
| V 200.1             | 221                  | 1977    |
| Köf II/Köf III      | 323, 333             | 1977    |

- * Gemäß Computernummernschema in Klammern

### Triebwagen
Am Personenbahnhof wurden in der Triebwagenhalle die Dieseltriebwagen unterhalten, mit welchen Personenverkehr ins Umland und auf der Bahnstrecke Rheine–Norddeich Mole erfolgte.
| Alte Bezeichnung DB | Neue Bezeichnung DB* | Ab Jahr |
| ------------------- | -------------------- | ------- |
| ETA 150             | 515/815              | -       |
| VT 60               | 660                  | -       |
| VT 24               | 624, 634             | -       |

- * Gemäß Computernummernschema

## Bespannte Züge
Die Baureihen der Gattung T14.1 und T16.1 wurden im schweren Verschubdienst vor verschiedensten Güterzügen eingesetzt, ebenso wurden Loks der Baureihen 260 für den leichten Verschub genutzt. Für den schweren Erzverkehr vom Nordseehafen Emden ins Saarland mit teils aus 50 Wagen bestehenden Zügen aus Wagen der Bauart Fad wurden zunächst die Baureihen 044 eingesetzt. Diese überlangen und oft mit Vorspannlok gefahrenen Züge haben den Spitznamen „der lange Heinrich“ erhalten. Später wurden die langen Heinriche mit Baureihe-043-Lokomotiven bespannt, oft auch mit Baureihe 042 als Vorspannlok, welche wiederum vor nahezu allen Güterzügen auf der Bahnstrecke Rheine–Norddeich Mole zu beobachten waren.
Nach dem Ende der Dampflokzeit übernahmen Loks der Baureihe 220 den Erzverkehr, dem diese starken Maschinen gewachsen waren. Die Baureihe 216 wurde von Oldenburg aus ab den 1970er Jahren im Güter- und Personenverkehr auf der Bahnstrecke Rheine–Norddeich Mole eingesetzt.
Die Baureihe 042 wurde zudem als Nahverkehrslok und bis zuletzt im Personenverkehr/Güterverkehr Bad Bentheim–Rheine–Osnabrück–Löhne eingesetzt, womit diese Maschinen universell genutzt wurden. Sie wies eine für eine Güterzuglok gute Zugleistung und eine hohe Endgeschwindigkeit von 90 km/h sowie gute Beschleunigungswerte auf.
Die Baureihe 023 war im Nahverkehr eingesetzt, die Baureihe 03 im Schnellzugdienst, dann auch im Nahverkehr und wurde ab 1962 zuerst von der 01, diese dann ab 1967 durch die Reihe 01.10 verdrängt. Diese Lokomotiven liefen vor Eilzügen (E), Schnellzügen (D) und den Schnellzügen des Intercity-Ergänzungssystems (DC), welche im Laufe der Jahre durch Interregio- (IR) und heute durch Intercity-Verbindungen (IC) ersetzt wurden. Für die 176 Kilometer lange Bahnstrecke Rheine–Norddeich Mole benötigten diese Schnellzüge zirka zwei Stunden, 2008 waren es zwei Stunden und 25 Minuten mit einem Intercity.

### Zugnummern
Die langen Schnellzüge und Ganzgüterzuge auf der Bahnstrecke Rheine–Norddeich Mole gelangten unter Eisenbahnfreunden lange vor der Einstellung des Dampfbetriebes zur Berühmtheit. Aus der Epoche IV (etwa 1965–1990) und davor liegen aus verschiedenen Printquellen Zugnummern aus der Zeit vor. Fahrpläne können dadurch verständlicherweise nur rekonstruiert werden, da die Originale dem Urheberrecht der Deutschen Bundesbahn unterliegen. Es folgt nach Kategorien eine Aufstellung von Zugnummern aus den 1970er und 1980er Jahren, welche beispielhaft die Nummernbereiche der Züge zeigen soll.
| Schnellzug | Güterzug | Nahverkehrszug | Eilzug        |
| ---------- | -------- | -------------- | ------------- |
| D714       | Dg54411  | P2257          | E1631         |
| D715       | Ng65680  | N7418          | E1806         |
| D730       | Ng62116  |                | E1809         |
| D734       | Gdg57553 |                | E1937         |
| D735       | Gdg52918 |                | E1938         |
| D817       | Gdg52902 |                | E2730         |
| D915       | Gdg52904 |                | E2733         |
| DC910      | Gdg52912 |                | E3260         |
| DC912      | Gdg52918 |                | E3265         |
| DC913      | Gdg52924 |                | E14105 (Post) |
| DC914      | Gag57510 |                |               |
| DC917      | Gag57542 |                |               |
| D1731      | Üg69970  |                |               |
| D1734      | Dg56466  |                |               |
| D1736      |          |                |               |
| D1737      |          |                |               |
| D438       |          |                |               |

1975 wurde ein Sonderzugpaar mit der Nummer 28185/28186 mit Dampflokomotiven bespannt und auf der Bahnstrecke Rheine–Norddeich Mole gefahren, da der Dampflokabschied bereits absehbar war.